# Bisceglie
Bisceglie (Vescegghie in dialetto biscegliese) è un comune italiano di 53 240 abitanti della provincia di Barletta-Andria-Trani in Puglia. È un importante centro agricolo, con industrie manifatturiere prevalentemente nel campo tessile.

## Geografia fisica

### Territorio
La città si affaccia sul mare Adriatico per uno sviluppo del litorale di circa 7,5 km, fra i comuni di Trani, a nord, e Molfetta, a sud.

Il territorio comunale, prevalentemente pianeggiante, scivola verso il mare solcato da diverse lame, nelle quali il microclima è particolarmente favorevole alla proliferazione di flora e fauna. Il territorio comunale si spinge per alcuni chilometri verso i centri di Corato, Ruvo di Puglia e Terlizzi, incontrando così i primi pendii delle Murge.

L'altimetria è compresa fra 0 e 160 metri di altitudine sul livello del mare.
La città si estende prevalentemente in una fascia compresa fra il tratto costiero e la linea ferroviaria Bologna - Lecce, con alcune propaggini che vanno oltre la strada ferrata (quartiere di Sant'Andrea, zona artigianale, zona industriale).
Il nucleo più antico della città, un tempo limitato da due lame che convergevano verso il bacino portuale, sorge su una porzione di territorio predominante rispetto alle aree successivamente urbanizzate.

### Clima
La città è caratterizzata da un clima mediterraneo con inverni miti continentali umidi ed estati calde e umide. Le escursioni termiche sono contenute dall'azione mitigatrice dell'Adriatico. Essendo una città costiera, l'umidità relativa si mantiene molto elevata in tutto l'anno, oscillando mediamente tra il 70% e 90%. Tuttavia, la città nei mesi invernali è spesso influenzata dalle correnti fredde di provenienza nord-orientale, che sporadicamente determinano precipitazioni a carattere nevoso. Le piogge, concentrate nei mesi invernali, sono caratterizzate da un regime estremamente variabile.

## Origini del nome
Sull'origine del nome di Bisceglie le ipotesi più accreditate sono due. La prima sostiene che il nome, tramite il dialetto Viscile o Vescegghie, a sua volta trovi la radice nell'antica voce Visciju (querciola). Il querciolo è la quercia di Palestina, una specie che si sviluppa sia come albero che come arbusto. Tale quercia, che in Italia è solo presente in Puglia, Basilicata e Sicilia, in passato era particolarmente abbondante nella zona di Bisceglie.
L'altra ipotesi, sempre via voce dialettale, fa risalire il nome al latino vigiliae, sentinella, nelle forme antiche Vigilas, Vigilarum civitatis, Vigilie, Vigilia e Biscilia. Questa ipotesi è stata ed è sostenuta da chi ritiene che in epoca romana esistessero nel territorio dei posti di controllo e di guardia sulla via Traiana, o ci fossero delle postazioni di guardia con torri e vedette lungo la costa, per difendere una vasta area dalle eventuali invasioni di pirati.

## Storia

### Origini della città

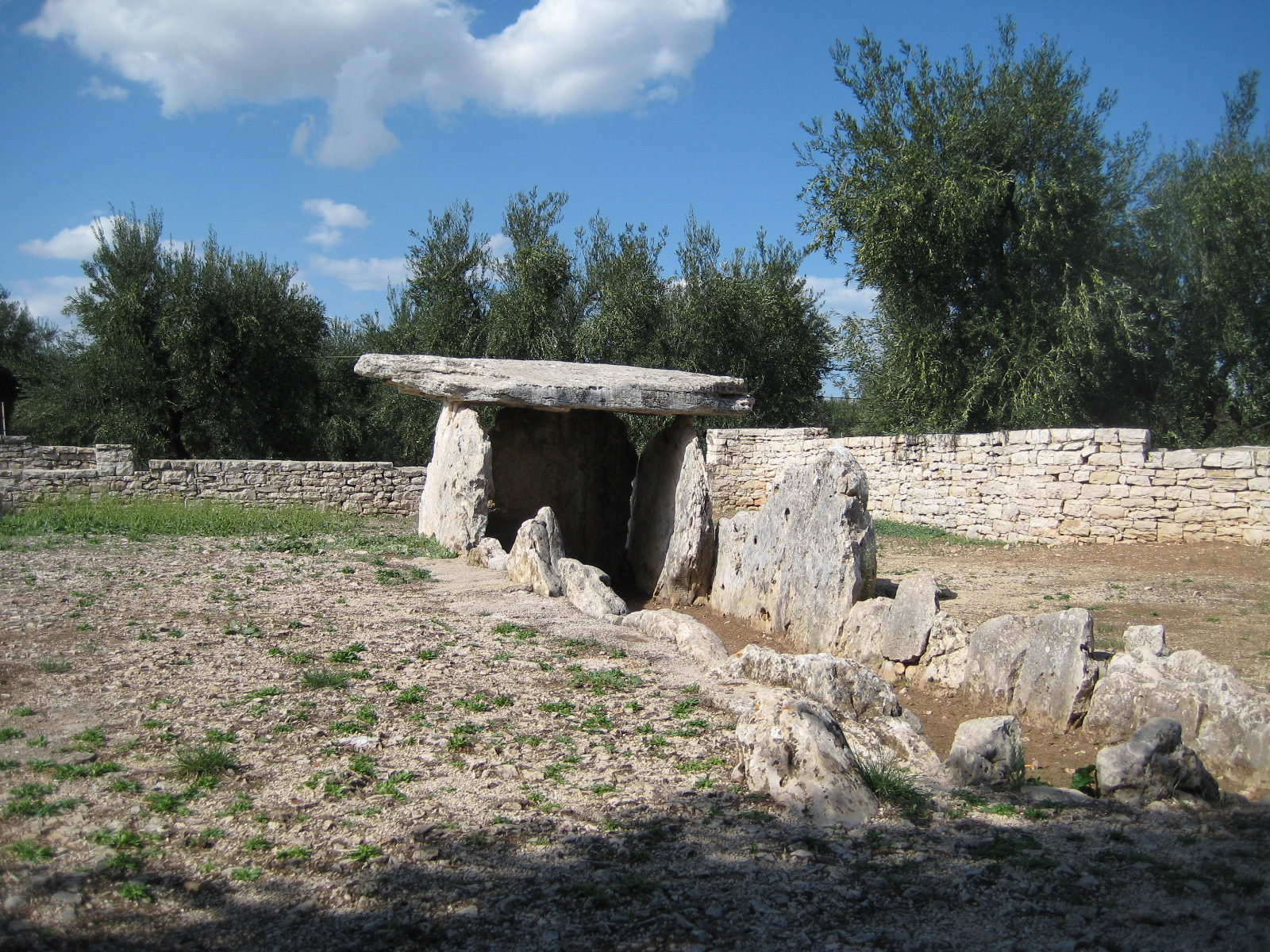
Il Dolmen della Chianca nell'agro di Bisceglie

Il territorio di Bisceglie fu abitato sin da epoche remote.

Nel paleolitico le grotte presenti nel territorio furono abitate da una popolazione di stirpe mediterranea. Ne dimostrano la presenza e l'attività umana le numerose pietre scheggiate (armi e utensili), i resti di animali di specie estinte (leone cavernicolo, orso delle caverne, buoi e cavalli primigeni), i resti di animali di specie remote (rinoceronte, iena, cervo) ed il femore umano curvo attribuibile all'uomo di Neanderthal rinvenuto nella grotta di Santa Croce e attualmente conservato nel museo archeologico nazionale di Taranto.
Nella grotta dello zembro, invece, furono ritrovati alcuni resti di ceramica del periodo neolitico.

Nell'età del bronzo vennero costruiti nell'agro di Bisceglie, dalle primitive genti che qui vi abitavano, imponenti sepolcri denominati dolmen.
I più interessanti per qualità sono: il dolmen della Chianca (dal termine dialettale chienghe, lastrone di pietra), il dolmen di Albarosa e il dolmen di Frisari.

### Periodo greco-romano
Quando la parte centrale della Puglia venne occupata dai Peucezi, secondo ipotesi non sostenute da sufficienti prove archeologiche, l'area del pulo di Molfetta e la contrada di Navarino, nel territorio di Bisceglie, furono sede di coloni greci che avrebbero lasciato le loro terre natìe di Pylos e Nabàrinon in Grecia, da cui sarebbero derivati i toponimi.
Nel III secolo successivo alla guerra di Pirro, il territorio cadde sotto il dominio di Roma, e pur solcato da nuove strade continuò ad essere una zona di transito e un locus di scarsa importanza. A tal proposito è utile ricordare la presenza di una pietra miliare di epoca romana disposta nei giardini di piazza Vittorio Emanuele II in prossimità della strada nazionale.

### Alto medioevo
Alla caduta dell'Impero romano d'Occidente l'Agro biscegliese era caratterizzato dalla presenza di piccoli grumi di case circondate da alti muri e spesso contigue a tempietti religiosi. Di questi caseggiati, detti casali, vengono annoverati per importanza storica il casale di Giano risalente all'età romana, il casale di Cirignano, il casale di Pacciano, il casale di Sagina, ed il casale di Zappino.

Dai primi anni del VII secolo e fino all'883 il territorio biscegliese rimase sotto il Gastaldato Longobardo di Canosa.

Verso il 700 il casale di Giano, antico luogo di culto pagano, divenne sede di un ricco monastero; mentre nel 789 alcune case del casale di Pacciano furono cedute al celebre monastero di Santa Sofia.
In questo contesto vi era un luogo, lungo la costa, aspro e denso di vegetazione, che costituiva un buon riparo per le imbarcazioni, e che fu denominato dagli abitanti Vescègghie, dal nome delle querce selvatiche diffuse tutt'intorno. Questo luogo fu il naturale sbocco al mare di quei contadini che lentamente si avviarono ad una modesta attività marinaresca. Sorse così un piccolo borgo marinaro denominato Vescègghie, coevo alla costituzione di altri borghi di origine longobarda come Giovinazzo sulla costa Adriatica e Terlizzi, nell'entroterra.

Dall'800 il territorio venne assoggettato al gastaldato longobardo di Trani, in quel periodo fiorente città adriatica. Successivamente, per circa un trentennio, la terra di Bari fu tenuta dai Saraceni, per poi passare ai Longobardi ed ai Bizantini.

### Il periodo normanno-svevo e angioino
Verso l'anno 1000 sbarcarono sulla costa adriatica i Normanni. Nel 1042 Guglielmo braccio di ferro assegnò Trani ed il suo circondario al suo vassallo Pietro di Trani, che divenne conte di Trani e ne rimase possessore fino al 1060. Egli, sotto le richieste di protezione delle genti dei casali, avviò i lavori di costruzione a difesa di alcune case che si erano addensate in prossimità del mare. Nel 1060 il nucleo più antico della città, cinto da mura, venne dotato di un'imponente torre di guardia detta torre maestra.
In quest'epoca venne introdotto il culto dei Santi Mauro, Sergio e Pantaleone che divennero i nuovi protettori di Bisceglie.
Nel 1063 venne istituita da Papa Alessandro II la cattedra vescovile di Bisceglie. In quel periodo furono avviati i lavori per la costruzione della cattedrale.
Nel 1071 Roberto il Guiscardo riassegnò Bisceglie a Pietro II conte di Trani.

Nel 1167 Il vescovo Amando ordinò la traslazione delle sacre reliquie, custodite fino ad allora in un sepolcro nel casale di Sagina, nelle mura cittadine dove erano stati ultimati i lavori della costruenda cattedrale.
Tra le attività del nascente insediamento urbano fu importante quella marinaresca in proficui commerci con la costa dalmata e albanese, con le isole dell'Egeo e con l'isola di Cipro.

Successivamente, l'imperatore Federico II di Svevia ordinò la costruzione di un castello contiguo alla torre maestra. Inoltre, gli svevi munirono l'intero territorio di torri di guardia. Alcuni esemplari sopravvissuti sono rintracciabili nella torre Gavetino, nella torre di Sant'Antonio e nella torre di Zappino.
Sotto gli Angioini Bisceglie entrò nel feudo dei conti di Montfort. Nel 1324 passò ad Amelio del Balzo e successivamente, nel 1326, a Roberto d'Angiò figlio del re Carlo II di Napoli e di Filippo suo fratello.
Nonostante il periodo di vivacità commerciale con i porti dell'Adriatico e non solo, la nascente città si trovò al centro di intricate e sanguinose lotte che dilaniarono la Puglia sotto Giovanna I.

Nel 1360 Giacomo del Balzo divenne conte di Bisceglie. Nel periodo compreso fra il 1381 e il 1405 fu conte di Bisceglie Raimondo Orsini Del Balzo.

Nel settembre del 1384 il pretendente al trono Luigi I d'Angiò, fratello del re di Francia, e Carlo di Durazzo si scontrarono con una lunga guerriglia e nella notte del 13 settembre i durazzesi varcarono le mura e saccheggiarono Bisceglie. In questa circostanza Luigi I d'Angiò venne ferito e morì dopo qualche giorno, il 20 settembre.

Dal 1405 al 1414 tenne la contea il re Ladislao I di Napoli, che venne affidata per meriti militari a Lorenzo Cotignola. In questo periodo la regina Giovanna II di Napoli concesse a Bisceglie alcuni privilegi, tra i quali la facoltà di armare galee nel proprio arsenale.

### Età moderna e contemporanea

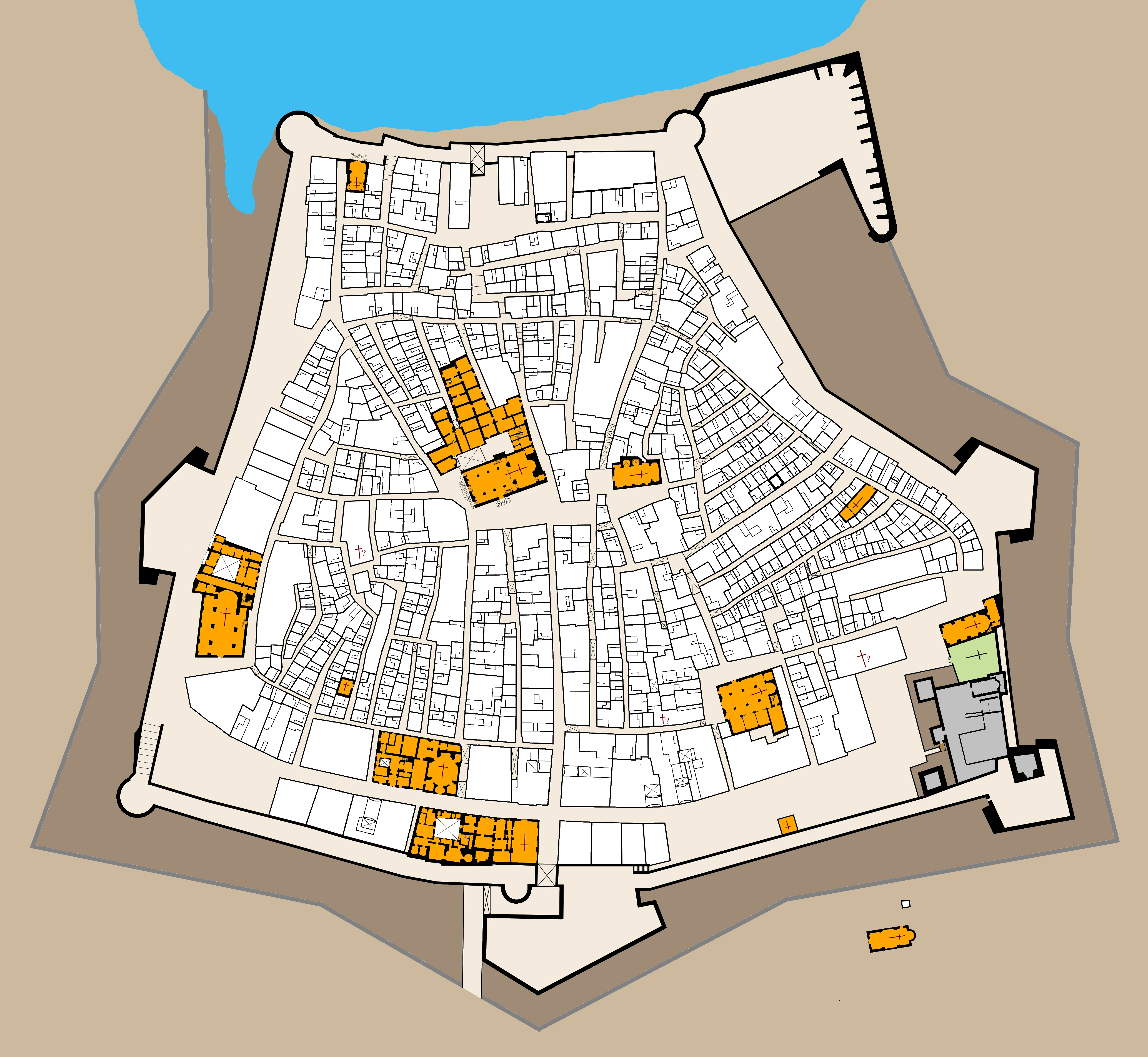
Bisceglie, assetto urbano nel 1650. In grigio il Castello, in arancio gli edifici religiosi, in marrone scuro il fossato

Nell'anno 1442 la crisi politica interna al regno di Napoli consentì ad Alfonso V d'Aragona di conquistare il potere, dopo aver cacciato gli angioini dal regno.

Passata agli aragonesi, Bisceglie divenne feudo del principe di Taranto e conte di Lecce Giannantonio Orsini del Balzo, che non mancò ad una rapida congiura contro il re facendo leva su Giovanni d'Angiò, duca di Calabria. Questi rinunciò alla scalata e firmò la pace con Ferdinando I di Napoli il 13 ottobre 1462. Con la "pace di Bisceglie" furono confermati con gli stessi titoli i privilegi a tutte le città ed i castelli che Giovanni Antonio del Balzo possedeva prima della guerra, purché egli restasse fedele al sovrano. Più tardi passò a Francesco II Del Balzo. SI deve alla munificenza del Duca di Andria la risistemazione della cripta della Cattedrale in forme rinascimentali.

Dopo il 1485 il feudo biscegliese passò, sotto il titolo di marchesato, a Federico d'Aragona, futuro re di Napoli.

In questo periodo, dopo il saccheggio di Otranto e le numerose minacce dei turchi, si rese necessario abbattere la vecchia cinta muraria normanna e sostituirla con una più moderna. Alla fine del secolo la città si presentava adeguatamente fortificata e idonea a sostenere la guerra moderna con le armi da fuoco.

Il 20 maggio del 1498 in Vaticano venne data lettura delle tavole nuziali per il matrimonio fra Lucrezia Borgia, figlia del Papa Alessandro VI, e Alfonso d'Aragona, nipote di Federico re di Napoli. Alfonso d'Aragona portò in dote Bisceglie che, unita a Corato, costituì il ducato di Bisceglie e Corato. Un mese dopo ebbe luogo il matrimonio a Roma che ebbe vita breve e funesta. Dal matrimonio nacque Rodrigo d'Aragona che, dopo l'assassinio di suo padre, fu insignito dell'appellativo di duca di Bisceglie e Sermoneta e signore di Corato.

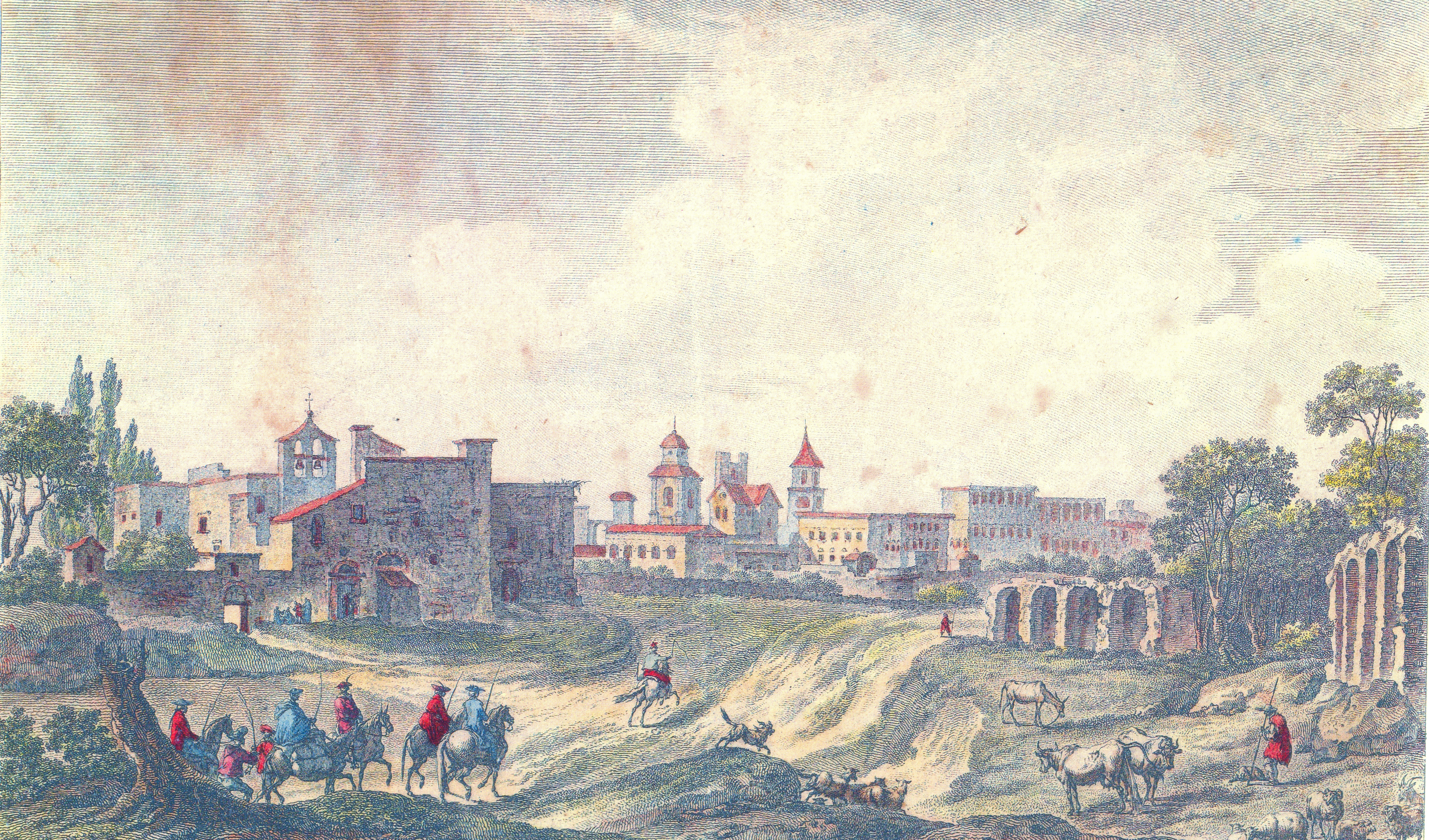
Veduta di Bisceglie eseguita dal Des Prez nel 1783

Dopo la prematura morte di Rodrigo, nel 1513 Bisceglie, versando al re di Napoli 13000 ducati, si riscattò. Il re concesse la facoltà di armare galee e di difendersi con proprie milizie, già antico privilegio della cittadina. Ottenuti tali privilegi il borgo ed il suo territorio prosperarono per molti anni finché il principe Filiberto di Chalon, viceré di Napoli, non affidò il feudo al nobile spagnolo Luigi Ram.

Nel 1532 i deputati locali ottennero da Carlo V d'Asburgo il riconoscimento di Bisceglie a città demaniale. A seguito delle continue controversie tra il Comune e il Vescovo, nel 1569 vennero consegnati al Comune i "capitoli municipali" (ordinamenti amministrativi) che dureranno ininterrottamente fino all'ottobre del 1806. Le attività economiche erano vivaci, i commerci si svolgevano via mare e via terra con i paesi interni della Puglia, della Basilicata e con il Principato Ultra. Si importava ferro, legno, lana e cuoio. Si esportava frutta, ortaggi, mandorle e soprattutto olio d'oliva.
Due erano le fiere che si svolgevano durante l'anno: una a gennaio in occasione di Sant'Antonio abate, primo protettore di Bisceglie, l'altra a luglio alla festa dei tre Santi protettori Mauro, Sergio e Pantaleone. Verso la fine del Seicento la vita cittadina fu influenzata dalla presenza del vescovo Pompeo Sarnelli che occupò la cattedra biscegliese dal 1692 al 1724.

La guerra di successione spagnola portò gli austriaci nel regno di Napoli, dal 1714 al 1738.

Successivamente, con il governo dei Borboni di Spagna, che durò ininterrottamente dal 1738 al 1860 (eccetto il brevissimo periodo napoleonico), la città che contava quasi 6 000 abitanti, venne assoggettata ad una pressione fiscale gravosa ed insostenibile. Positivo si rivelò l'intervento dei Borboni rispetto alla risistemazione del porto, ai traffici marittimi ed all'igiene nella città, flagellata in questo periodo dalla peste. L'economia cittadina si basava su: agricoltura, pesca e commercio dei prodotti del suolo.

Quando nel 1799 le truppe napoleoniche invasero il Regno di Napoli, Bisceglie aprì le porte ai francesi inneggiando alla libertà. Dopo l'occupazione di Bisceglie da parte dei francesi, in città si sparse la voce di un imminente sbarco di navi russe e turche per contrastare l'avanzata dei soldati napoleonici; tuttavia la minaccia risultò infondata anche se in città si ammassarono truppe francesi e italiane. Dopo alcuni giorni, 1400 russi sbarcarono nel porto di Bisceglie e la occuparono riconsegnandola ai Borboni. Bisceglie, dal punto di vista amministrativo, fu un cantone del dipartimento del Bradano retto dal commissario governativo Nicola Palomba

### Il Risorgimento
Durante il Risorgimento Bisceglie fu un vivace centro di cospirazione, contando tra i nobili e il popolo circa 500 affiliati alla Carboneria. Durante i moti del 1820-1821 ebbe luogo nel palazzo Tupputi un'importante "dieta delle Puglie", in cui fu proclamata la Costituzione e ne vennero fissati gli Statuti in dieci articoli (5 luglio 1820).

Nobile figura di questi anni fu Ottavio Tupputi, il maggiore patriota biscegliese. Egli per ben due volte venne condannato a morte; partecipò anche come generale alla disastrosa campagna napoleonica di Russia. In suo onore fu eretto nel 1911 un busto bronzeo in Piazza Margherita.

Intanto, cominciavano a circolare in alcuni ambienti le idee mazziniane ed il pensiero socialista, in cui si collegavano gli ideali di indipendenza nazionale, e le aspirazioni di riscatto sociale e politico delle masse contadine.

In questo quadro politico si distinse il patriota biscegliese Francesco Favuzzi, che nel 1857 aderì all'iniziativa meridionale organizzata da Carlo Pisacane, e con altri patrioti raggiunse via mare Sapri, nel golfo di Salerno, per provocare una rivoluzione popolare.

Qualche anno dopo, nel 1860, il biscegliese Francesco Calò partecipò alla spedizione dei Mille arruolandosi con il grado di maggiore nell'esercito garibaldino.

Nel 1860 Bisceglie, insieme ad altre città vicine, istituì una "Giunta di Insurrezione" al fine di sostenere i Garibaldini e il 21 ottobre 1860 si tenne un referendum nel locale monastero di Santa Croce: la maggioranza dei votanti si espresse a favore dell'annessione. Il primo deputato al Parlamento Italiano eletto nel collegio di Molfetta fu Ottavio Tupputi.

### Dall'Unità d'Italia ai giorni nostri
Il periodo pre-unitario si rivelò interessante sul piano dell'economia derivante dai traffici marittimi. I mercanti biscegliesi avevano stabilito solide relazioni commerciali con i porti della Dalmazia, dell'Egeo e del mar Nero. Sin dal 1860 si stabilì a Kerč', in Crimea, una piccola comunità di biscegliesi che vivevano di commerci transfrontalieri.

Nel 1864 l'apertura del tronco ferroviario Foggia-Barletta-Bari diede grande impulso all'economia locale e il 9 novembre del 1872 fu inaugurato il Teatro Garibaldi dopo dieci anni di lavori, e ben presto il teatro divenne il centro della vita mondana biscegliese.

La tradizione liberale risorgimentale si tradusse a Bisceglie in una vivace vita politica, dalla quale emerse il sindaco Giulio Frisari, capo della sinistra democratica parlamentare pugliese e della "Società Operaia di Mutuo Soccorso"; non mancarono in questo periodo vivaci scontri verbali e violenti scontri fisici.

Allo scoppio della prima guerra mondiale numerosi giovani biscegliesi partirono per il fronte e a fine guerra furono 430 i caduti (con numerosi feriti e mutilati). Il 2 agosto 1916 Bisceglie conobbe da vicino la guerra, infatti alcune cannonate navali austriache causarono diversi danni materiali ma nessuna vittima; tuttavia ancora oggi è possibile riconoscere sulla facciata di palazzo Albrizio (accanto a palazzo Ammazzalorsa, di fronte al porto) un segno di una cannonata austriaca risalente proprio a quell'evento. Durante la guerra si distinse il generale d'artiglieria, originario di Bisceglie, Beniamino Simone.

Il 5 ottobre 1924 fu inaugurato in piazza Vittorio Emanuele II un obelisco per commemorare i caduti biscegliesi nel primo conflitto mondiale.

Nel 1920, a seguito delle adesioni alla politica fascista, fu aperta una sezione del fascio nel palazzo Logoluso.

Nell'inverno 1940-1941, durante il conflitto italo-greco, Benito Mussolini fissò la sua residenza a Bisceglie nella Villa Angelica, mentre il quartier generale alloggiò nella Villa Ciardi.

Nel 1943 i tedeschi precipitosamente si ritirarono da tutto il sud Italia e poco dopo Bisceglie fu occupata dagli anglo-americani. Il travagliato passaggio dal fascismo alla repubblica trovò in Vincenzo Calace uno dei maggiori politici antifascisti e sostenitori della democrazia. Al termine della seconda guerra mondiale si contarono circa 300 caduti biscegliesi, molti invalidi e anche alcuni dispersi.

Le prime elezioni comunali del secondo dopoguerra, che registrarono il maggiore suffragio, alla Democrazia Cristiana, segnarono il successo personale del sindaco Umberto Paternostro, che guidò la città nella ripresa dalla paralisi prodotta dalla guerra. Questo periodo fu caratterizzato da una considerevole e significativa attività nel settore delle opere pubbliche.

Tra gli anni cinquanta e sessanta Bisceglie conobbe una fervida attività economica, alimentata dall'agricoltura, dalla pesca, e da un fiorente commercio di prodotti ortofrutticoli in Italia e all'estero; ad essa fece da contraltare una forte emigrazione, quasi esclusivamente verso Milano. La vita cittadina fu anche caratterizzata da una vivace attività culturale.

Attualmente l'economia biscegliese si fonda soprattutto sulla piccola industria manifatturiera (in particolar modo nel settore tessile delle confezioni, dei frantoi oleari e dell'industria per la lavorazione della pietra), sul commercio e sull'agricoltura. Significative risultano le produzioni agricole delle olive per la produzione di olio di oliva, dell'uva da tavola, e della tipica ciliegia biscegliese.

### Simboli

Lo stemma di Bisceglie

Lo stemma comunale è formato da un albero di quercia sradicato, dorato, disposto su uno scudo di colore rosso. Nel 1532 l'imperatore Carlo V d'Asburgo concesse all'Università di Bisceglie la facoltà di imprimere o dipingere sopra lo stemma la corona cesarea, quale simbolo di fedeltà all'impero.

Inoltre, lo scudo è circondato, sui lati verticali ed in basso, da due rami uno di quercia e l'altro di alloro, di colore verde, annodati per i loro gambi rivolti verso il basso da un nastro tricolore.

Lo stemma, insieme con il gonfalone, fu riconosciuto con decreto del capo del Governo del 13 gennaio 1937 (con il quale Bisceglie fu definitivamente iscritto nel libro araldico degli enti morali):
Era altresì previsto, come da disposizioni legislative allora in vigore, il capo del Littorio.

Con lo stesso decreto fu approvato il gonfalone: 

## Monumenti e luoghi d'interesse
Bisceglie nasce asserragliata sul mare, intorno ad un antico porto, tuttora attivo. Nella città intra moenia, fatta di strade strettissime e alte, e di volte che le scavalcano, difesa a filo dal castello federiciano e dalla torre Maestra, sorge e domina dal punto più alto la cattedrale, sorgono antiche chiese e monasteri, antichi palazzi nobiliari e un antico teatro.

La città intra moenia costituisce un'imponente monumentalità tale da sembrare fatta in un unico pezzo, scavato e bucato.
Andando “oltre”, la città extra moenia è ricca di chiese e conventi, di palazzi, ville e casali.

Ci sono perfino i dolmen e le grotte anticamente abitate. Tutto ciò testimonia una storia che si perde nella notte dei tempi.

### Architetture religiose
Concattedrale di San Pietro

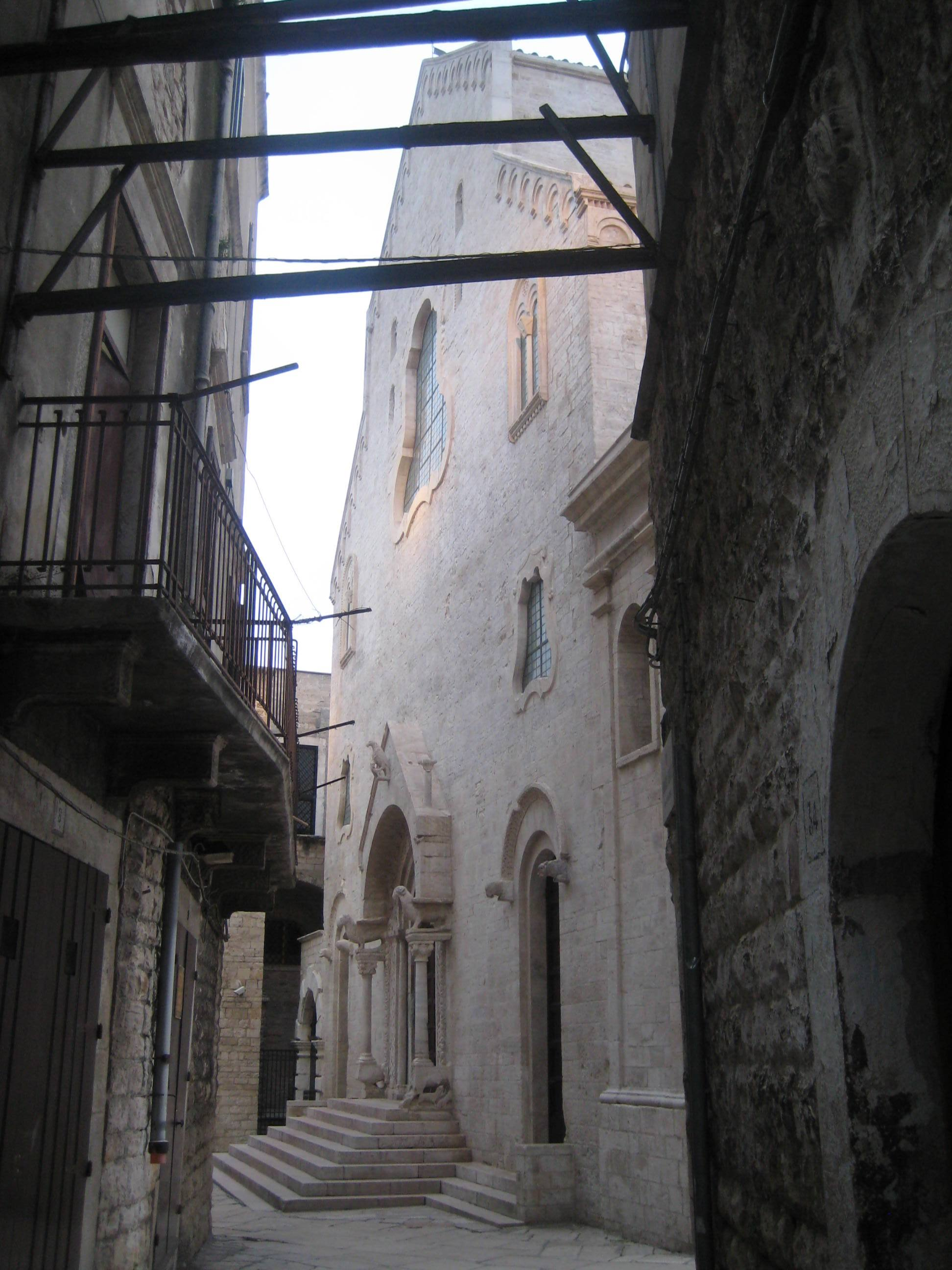
Uno scorcio della Concattedrale

Edificata fra il 1073 e il 1295, la Concattedrale di San Pietro Apostolo è una costruzione romanico pugliese.
L'edificio, orientato secondo l'asse est-ovest, si sviluppa su una pianta longitudinale a tre navate, tre absidi non denunciate all'esterno della parete muraria e un transetto su cripta. L'alzato, invece, si sviluppa su pilastri e matronei con la copertura della nave centrale a tetto.
Sulla facciata, rimaneggiata con l'apertura di tre finestre in stile barocco, è addossato un pregevole protiro disposto sopra l'ingresso principale. Nel corso dei secoli alcuni corpi di fabbrica, destinati a cappelle, vennero addossati alla navata esterna meridionale.
All'interno, ristrutturato nel Settecento, spiccano gli stalli intagliati del coro in legno di noce proveniente dal Santuario di Santa Maria dei Miracoli di Andria.
Nella cripta sono conservate le sacre reliquie dei tre Santi protettori Mauro, Sergio e Pantaleone. Le reliquie furono rinvenute a Bisceglie nel 1167; secondo la tradizione, Sergio e Pantaleone erano due cavalieri che, giunti in Puglia per arrestare il vescovo Mauro, furono invece da questi convertiti al cristianesimo e successivamente martirizzati dal proconsole romano di Venosa. Ai tre Santi la città di Bisceglie si affidò in occasione della peste del 1736, del colera del 1836 e in altri momenti di pericolo.
I recenti restauri, hanno restituito un enorme affresco, raffigurante San Cristoforo dipinto intorno all'Ottocento dal pittore Vito Calò, sulla parte esterna della omonima cappella.
 Chiesa di Sant'Adoeno 

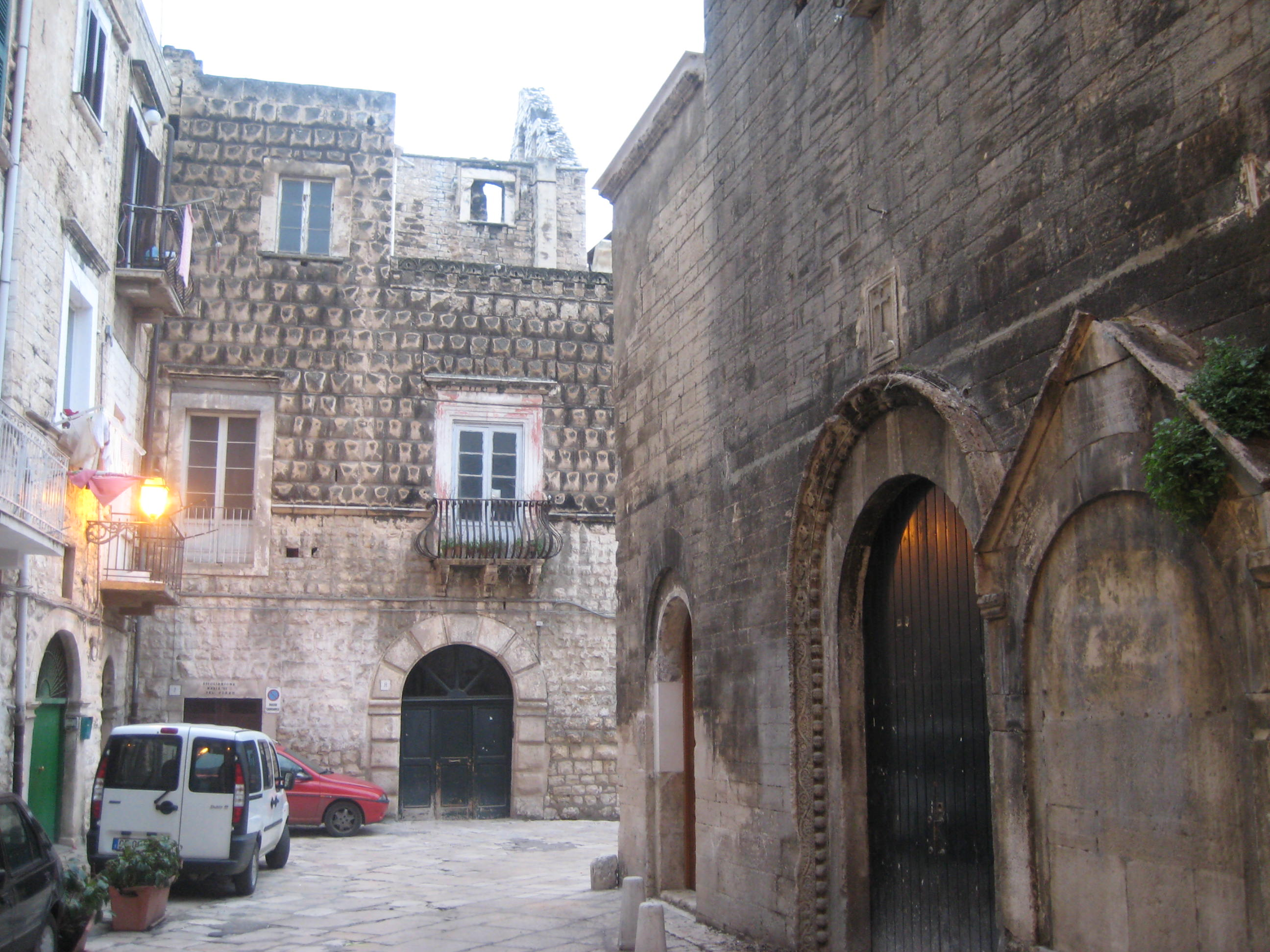
Uno scorcio dell'Abbazia di Sant'Adoeno

Edificata nel 1074 all'interno delle mura, dopo la Cattedrale, è la chiesa più antica di Bisceglie. "È una delle chiese italiane di più diretta filiazione francese". Le origini, ravvisabili nella denominazione Sant'Adoeno o Sant'Audoeno (Saint Ouen) vescovo di Rouen, sono collegate ai soldati conquistatori Normanni.
L'abbazia conserva una piccola reliquia del Santo, proveniente dalla Normandia.

La facciata, a cuspide, è in conci di pietra calcare, caratterizzata da un timpano mozzato che è coronato da un'aquila sovrastante una fiera. Essa è bucata in mezzeria da un piccolo rosone a cinque mensole recanti 4 leoni romanici e la statua del Santo.
Su di essa sono evidenti i segni dei Maestri comacini.
La pianta della chiesa è a tre navate.
All'interno vi è un fonte battesimale in pietra dell'XI secolo con sei figure scolpite ad altorilievo, recentemente restaurato.
 Chiesa di San Matteo 
La Chiesa di San Matteo venne edificata nel 1090, durante l'episcopato del vescovo Mancusio.

Nel 1099 fu concessa dal vescovo Stefano alle famiglie dei casali di Sagina e Giano, rifugiatesi nella città di Bisceglie a causa delle incursioni dei Saraceni.

Nel 1608, la chiesa di San Nicolò, chiusa al culto per le precarie condizioni statiche in cui versava, venne unificata alla collegiata di San Matteo.

Distrutta da un incendio nei primi del Seicento, fu ricostruita nel 1628 ed il 25 luglio 1692 venne consacrata da Pompeo Sarnelli, vescovo di Bisceglie.

Nella chiesa sono conservate opere pittoriche di Angelo Bizamano, Corrado Giaquinto, Girolamo Palumbo e altri autori di scuola napoletana.
 Chiesa di San Nicolò 
La Chiesa di San Nicolò di Porta Ensita fu edificata all'interno delle mura normanne, in strada Ospedale, durante l'episcopato del vescovo Mancusio.

Il tempio, modesto nelle sue dimensioni e sviluppato in un'unica navata, venne concesso dal vescovo Stefano nel 1100 alle genti provenienti dai Casali di San Nicola e Salandro che, assoggettate alle incursioni dei saraceni, trovarono rifugio all'interno della città murata.

Nel 1609, a seguito delle precarie condizioni statiche, la chiesa venne unificata all'abbazia di San Matteo, pur essendo distinta e considerata aeque principaliter.

Nel 1891 l'arcivescovo di Trani Giuseppe de Bianchi Dottula ne decretò la soppressione. La chiesa fu spogliata di tutti i beni e sconsacrata.
 Chiesa di Santa Margherita 

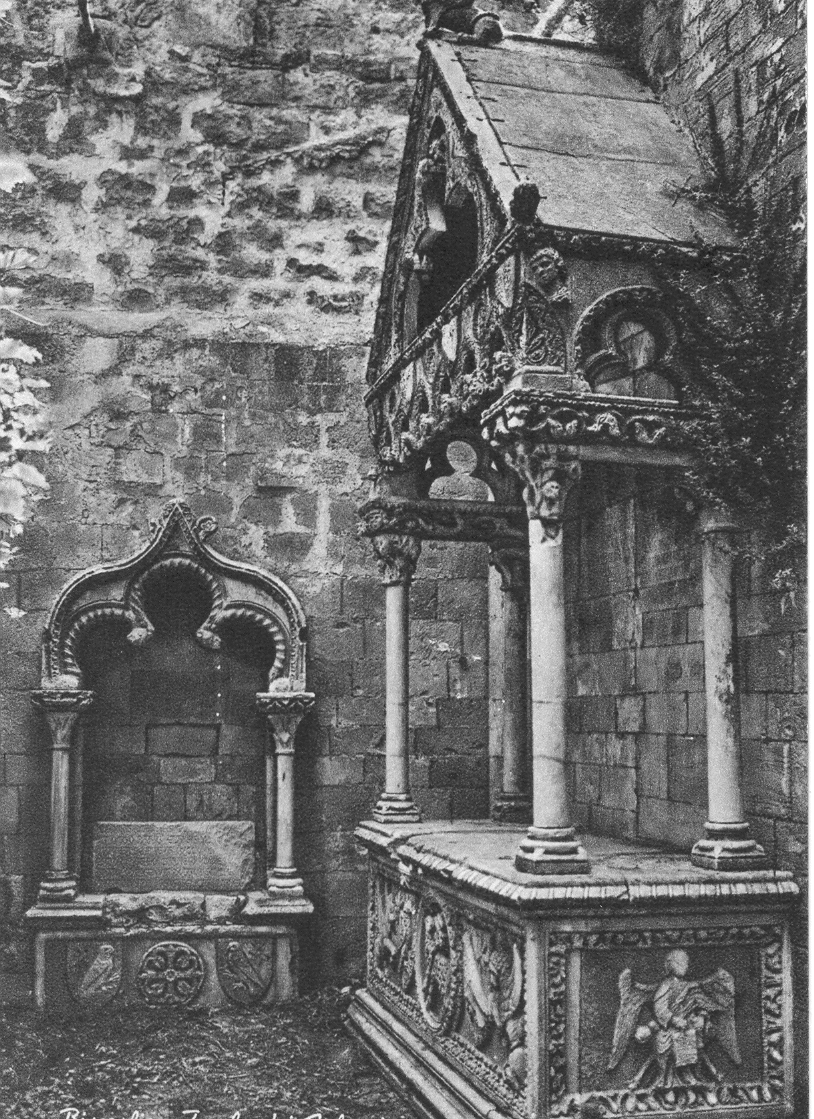
Chiesa S.ta Margherita: le tombe dei Falconi

Edificio di impostazione romanico pugliese, venne fatto costruire fuori dalla cinta muraria nel 1197 dalla famiglia nobile dei Falconi. La chiesa, rimasta immune da rimaneggiamenti posteriori, esprime un'architettura piacevole fatta di armonia e semplicità. La costruzione è interamente in pietra calcare locale tagliata a corpi disuguali. La pianta, a croce greca, è coperta da una cupola centrale su pennacchi e abside semicircolare. La facciata è coronata da un frontone triangolare fregiato da archetti rampanti e da una rosa scolpita con la sigla della Santa.
La cupola è coperta da un tetto a piramide, con conci di pietra disposti a piccoli gradini.
Nella parte esterna, sono addossati sul fianco sinistro tre sepolcri dei Falconi: il primo sepolcro, incompleto, con figura giacente di guerriero, è dedicato a Basilio e Mauro Falcone; il secondo, dedicato a Riccardo Falcone, opera di Pietro Facitulo barese, ha un ricco baldacchino ornato di rilievi e trafori; il terzo sepolcro, destinato ai fanciulli dei Falconi, opera di Anseramo da Trani, ha un bizzarro baldacchino ad arco trilobo su due colonnine.
 Chiesa di San Lorenzo 
La chiesa di San Lorenzo, edificata fuori dalle mura urbane nella parte più alta del Palazzuolo all'imbocco dell'antica strada per Corato, venne concessa nel 1477 dal conte di Bisceglie Francesco Del Balzo ai frati di San Francesco dei minori osservanti.

Negli anni successivi, sul lato meridionale del tempio, venne edificato il complesso conventuale dei frati minori osservanti, attivo fino al 1817, anno in cui fu soppresso.

Nel 1857, su progetto dell'ingegner Mauro Albrizio, venne costruito sul fianco settentrionale della chiesa di San Lorenzo il Calvario, una teoria di cinque nicchie monumentali impostate secondo un linguaggio architettonico di ispirazione gotica e contenenti alcuni mosaici raffiguranti la passione di Cristo.

Durante la notte del 2 febbraio 1866 la chiesa fu incendiata per un atto di vendetta.
 Chiesa di San Domenico 
La chiesa di Santa Maria del Muro, eretta nel XII secolo ai limiti della prima cinta muraria, fu concessa ai padri domenicani dal vescovo Martino nel 1502, che la dedicarono a San Domenico. Successivamente, nel 1525, i domenicani la ampliarono e la ornarono internamente.

Nel 1693 la chiesa venne consacrata da Pompeo Sarnelli, vescovo di Bisceglie.

La pianta della chiesa si sviluppa su tre navate orientate secondo l'asse nord – sud. La navata centrale, coperta da una volta a botte unghiata, è conclusa da un'abside semicircolare.
Il tempio è inserito nel complesso dell'ex convento dei padri domenicani, attuale Palazzo San Domenico, sede del Municipio.
 Chiesa del Salvatore o del Santissimo 
Il tempio del Santissimo Salvatore fu edificato nel 1649 sul tratto della muraglia prossima allo specchio d'acqua del porto, in corrispondenza di strada Caldaia, sul luogo dove sorgeva la chiesa di San Nicolò al Porto. Quest'ultima, costruita intorno al 1300, venne distrutta in parte nel 1384 quando le milizie di Carlo di Durazzo penetrarono nella città, saccheggiandola, proprio attraverso il muro della chiesa, che, dopo un lungo periodo di abbandono, venne occupata e sostituita al livello superiore dal nuovo tempio del Santissimo Salvatore. Dell'antica chiesa sono ancora visibili alcuni resti di facciata su strada Caldaia.

La chiesa del Santissimo, modesta per dimensioni, si sviluppa su un'unica navata orientata sull'asse nord – sud. La sobria facciata, bucata dall'ingresso sormontato da un timpano poggiato su mensole e da un semplice finestrone, è sovrastata da un piccolo campanile a vela. All'interno, l'altare è dominato da un dipinto ad olio su tela di scuola napoletana, raffigurante la Trasfigurazione di Gesù Cristo.

La chiesa custodisce, oltre alla statua lignea di Sant'Antonio che viene festeggiato con una processione marinaresca, una scultura lignea del Seicento raffigurante La Pietà.
 Altre chiese di Bisceglie 
In città sono presenti molti edifici religiosi, i più antichi di questi si trovano nel suo nucleo storico, all'interno delle mura difensive. Qui sono state edificate le seguenti chiese:
- La chiesa di San Giovanni al Castello (in restauro) venne costruita nel periodo angioino.
- La chiesa del Purgatorio, costruita in prossimità del castello nel 1638.
- La chiesa di San Luigi con l'annesso monastero delle Clarisse fu edificata sull'antico tempio di San Ludovico nell'anno 1638.
- La chiesa di Santa Croce e l'annesso monastero venne costruita intorno al 1650 in prossimità del bastione di porta Zappino, oggi scomparso.

Alle chiese interne alla cinta muraria si aggiungono, per interesse storico - architettonico, le seguenti chiese extra moenia:
- La chiesa della Santa Madre della Misericordia, eretta nel 1645.
- La chiesa di Santa Maria di Passavia, edificata in prossimità del pomerium[20] (attuale Palazzuolo e villa comunale) nel 1747.
- La chiesa di Sant'Agostino, costruita nel 1845.

### Architetture civili
"Bisceglie contava non poche opere dei secoli della sua maggiore prosperità, che il tempo ha distrutto, ma che pur son ricordate dai cronisti locali": così il critico d'arte Demetrio Salazaro si congedava con la città nel suo libro Puglia Medievale. Per questo è opportuno annoverare fra le architetture civili della città alcuni importanti palazzi, significativi dal punto di vista storico – architettonico, il teatro comunale costruito laddove vi era uno teatri più grandi del regno di Napoli, ed infine l'antico porto.
 Palazzo San Domenico 
È sede del Municipio già dal 1809, quando venne confiscato ai frati domenicani.

Nel 1823, alcuni locali del Palazzo furono adibiti a prigione circondariale.

L'edificio venne edificato nella prima metà del XVI secolo sul tratto della muraglia prossimo al torrione di Schinosa o dell'abisso, e contiguo alla chiesa di Santa Maria del Muro.

Il palazzo si imponeva e si impone nel paesaggio con la sua mole e con le caratteristiche logge che si elevano su due livelli di epoca successiva al periodo di fondazione.

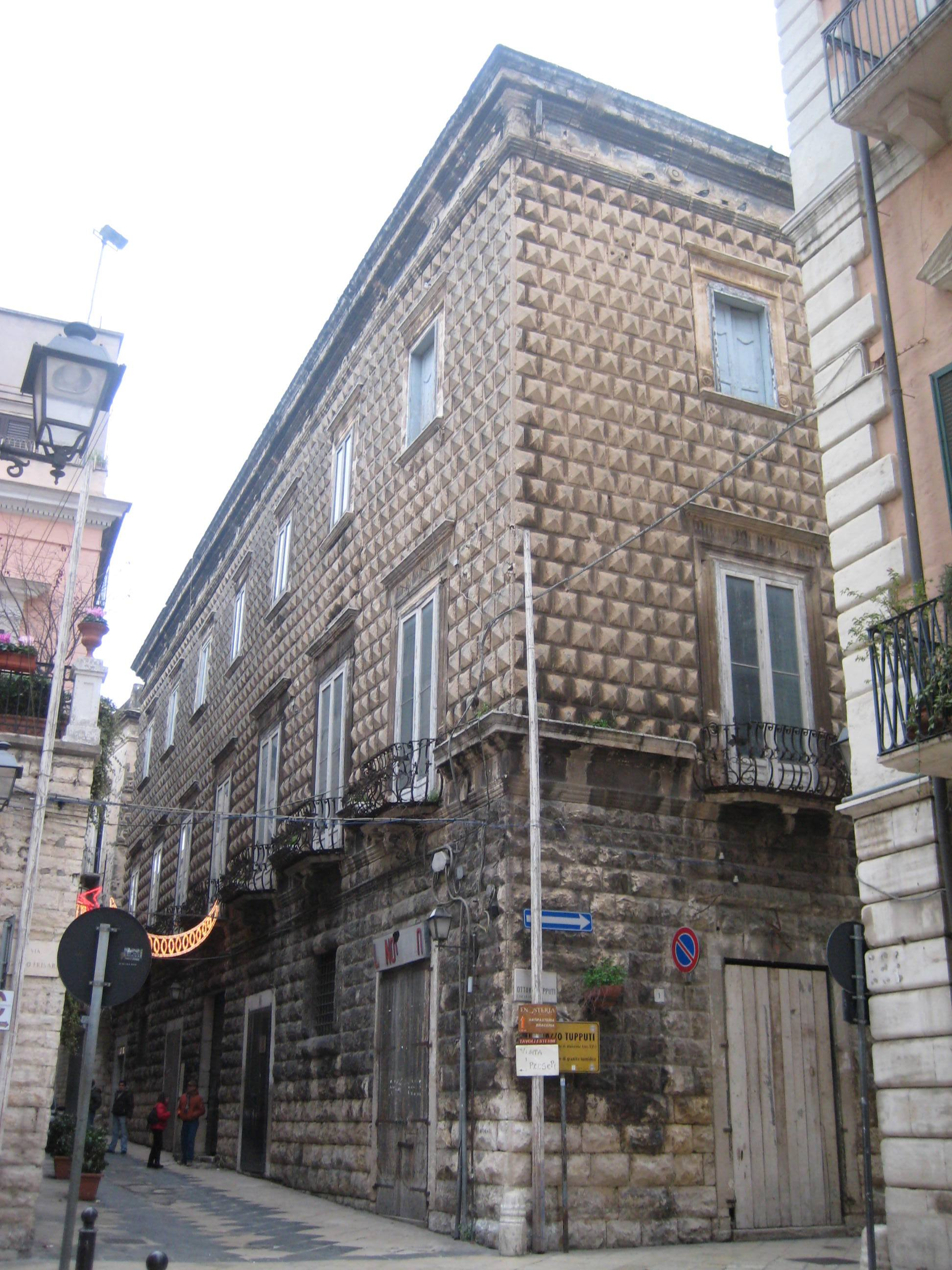
 Palazzo Tupputi 
Il Palazzo fu fatto edificare verso la seconda metà del XVI secolo con molta probabilità dalla famiglia Frisari, di origini salernitane, che ricoprì importanti incarichi pubblici a Bisceglie.

L'edificio è da ritenersi una delle opere più interessanti dell'architettura rinascimentale in loco.

Verso la metà del XVIII secolo il palazzo fu venduto ai marchesi Tupputi, originari del piacentino, per cui assunse l'attuale denominazione.

Durante il periodo risorgimentale l'edificio denominato Palazzo Nazionale fu sede della carboneria ed ospitò il 5 luglio 1820 la Dieta delle Puglie, una storica riunione presieduta da Domenico Antonio Tupputi, durante la quale i carbonari pugliesi concordarono un'azione comune a sostegno della Repubblica Napoletana.

L'edificio è ubicato nel centro storico ad angolo fra via Cardinale Dell'Olio, su cui si apre l'ingresso principale, e via Ottavio Tupputi. Il palazzo, caratterizzato da una facciata in bugne a punta di diamante nel piano superiore, conserva all'interno alcune colonne di granito numidico acquistate nel XVI secolo e provenienti dal duomo di Giovinazzo.
 Altri palazzi di Bisceglie 
Seguendo un percorso cronologico, fra gli edifici rilevanti di più antica costruzione vi è il palazzo Ammazzalorsa, eretto intorno al 1400 sulla muraglia nella zona prospiciente al porto. L'edificio, restaurato nei primi anni del Novecento, possiede una raccolta privata di dipinti del Grosso (XX secolo), alcune sculture del Dossena (XX secolo), e varie collezioni di porcellane, armi e carrozze.

Verso la metà dell'XI secolo, venne costruito il Palazzo vescovile, voluto da Pietro il Normanno, conte di Trani e sorge accanto alla Concattedrale di San Pietro. Dal 1980 il Palazzo è sede del Museo diocesano.
In largo Sant'Adoeno sorge il palazzo detto di Lucrezia Borgia, costruito nel XV secolo e caratterizzato da una facciata realizzata a bugne.

Nel 1556 venne edificato sulla muraglia (attuale via Frisari) il palazzo Frisari. L'edificio presenta un'elegante facciata lavorata a bugne a punta di diamante nel piano superiore.

Nel 1776 fu fatto erigere da Biagio Manes, un capitano spagnolo che si era stabilito a Bisceglie, l'omonimo palazzo Manes. L'edificio, che si sviluppava su tre livelli (piano terra destinato a deposito, piano nobile e secondo piano), venne costruito a cavallo fra la muraglia e via San Domenico.

Risale verso la metà del XVIII secolo la villa Fiori (detta anche palazzo Fiori) fatta costruire dalla famiglia nobile Fiori, originaria di Sorrento. Questo edificio, costruito extra moenia nell'attuale via Montegrappa, presenta, secondo un linguaggio architettonico barocco, una facciata preceduta da una doppia rampa che raggiunge il piano nobile.
 Teatro comunale Garibaldi 

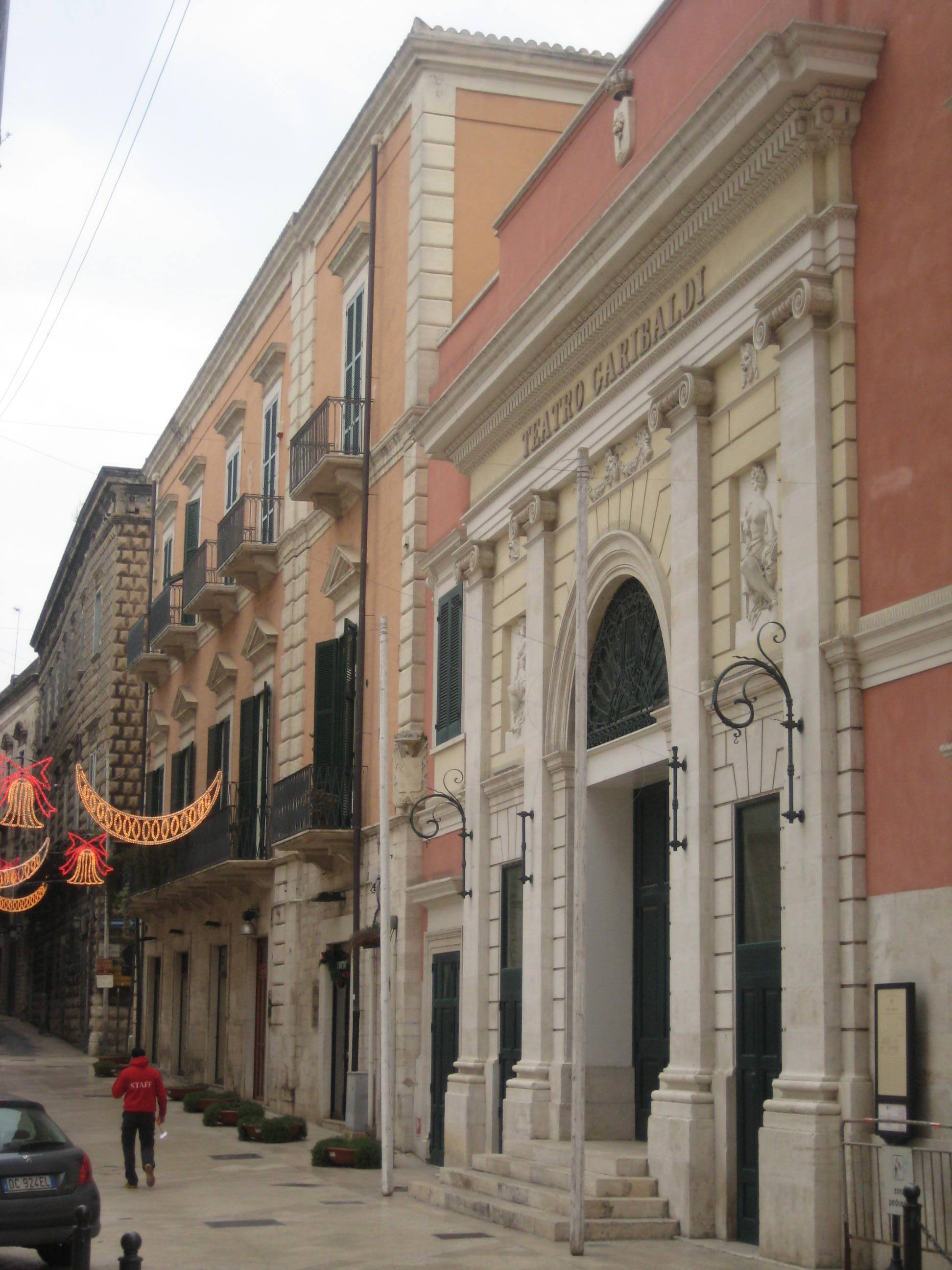
Il teatro "Garibaldi"

L'edificio fu costruito sul suolo occupato dal demolito "teatro della polveriera", all'interno dell'antico bastione di Zappino. Le vicende legate alla concessione edilizia ed alla costruzione del teatro furono piuttosto travagliate. Il progetto, affidato all'architetto Giuseppe Albrizio dall'amministrazione comunale nel 1861, venne portato a termine nel 1872.
Nel 1870 vennero completati i lavori di muratura, mentre nei due anni successivi furono realizzati gli arredi interni, la scenografia, le decorazioni sul soffitto e l'impianto per l'illuminazione.
Nell'inverno del 1872 il teatro fu inaugurato con il "Rigoletto" di Giuseppe Verdi e dedicato all'eroe dei due mondi, Giuseppe Garibaldi, il quale non potendo partecipare all'evento, inviò una lettera scritta di pugno con cui ringraziava il Comune di Bisceglie di un sì grande onore.
Il teatro presentava un'elegante facciata secondo un linguaggio architettonico neoclassico. Lo spazio interno si sviluppava su tre ordini di palchi ed una platea con 200 posti. La copertura, con struttura in legno, presentava due falde.
Agli inizi del Novecento venne rinnovata la facciata ed aggiunti due rilievi in stucco raffiguranti figure femminili, mentre negli anni successivi cominciarono a manifestarsi i primi segni di decadenza della struttura che durante la prima guerra mondiale fu adibito a deposito di alimenti e a cinematografo.
Nel 1954 il teatro fu interessato da una serie di demolizioni interne e destinato a struttura cinematografica.
Nel 1981 il Ministero dei Beni Culturali ha dichiarato l'immobile bene di interesse storico-artistico.
 Il "Palazzuolo" 
Il "Palazzuolo" è la più grande piazza di Bisceglie, indicata nella toponomastica come piazza Vittorio Emanuele II.

Il Palazzuolo si forma come enorme pomerium in corrispondenza della porta principale della Città, Porta Zappino. Già nel XV secolo questa vasta area che si estendeva oltre il fossato era denominata "largo de lo Palazulo". Questo nome derivava dalla presenza del "palatiolum" che sorgeva sulla strada detta "dei palazzi", l'attuale via Giulio Frisari, e si affacciava sul tratto della muraglia compreso fra la Porta Zappino ed il torrione Schinosa.

Questa enorme spianata di terra abbandonata era attraversata dalla strada consolare, e vi arrivavano tutte le strade interne dei Comuni limitrofi.

Con l'espansione extra moenia Ottocentesca, il nudo e selvaggio terreno antistante alla porta principale della Città divenne l'orgoglio e la delizia dei biscegliesi.

### Architetture militari
La città conserva la torre maestra, punto di riferimento per tutto il territorio ormai da oltre un millennio, il castello ed una buona parte delle mura di cinta aragonesi, limes del nucleo più antico della città rispetto all'espansione urbana avvenuta fuori le mura.

#### Castello e torre maestra

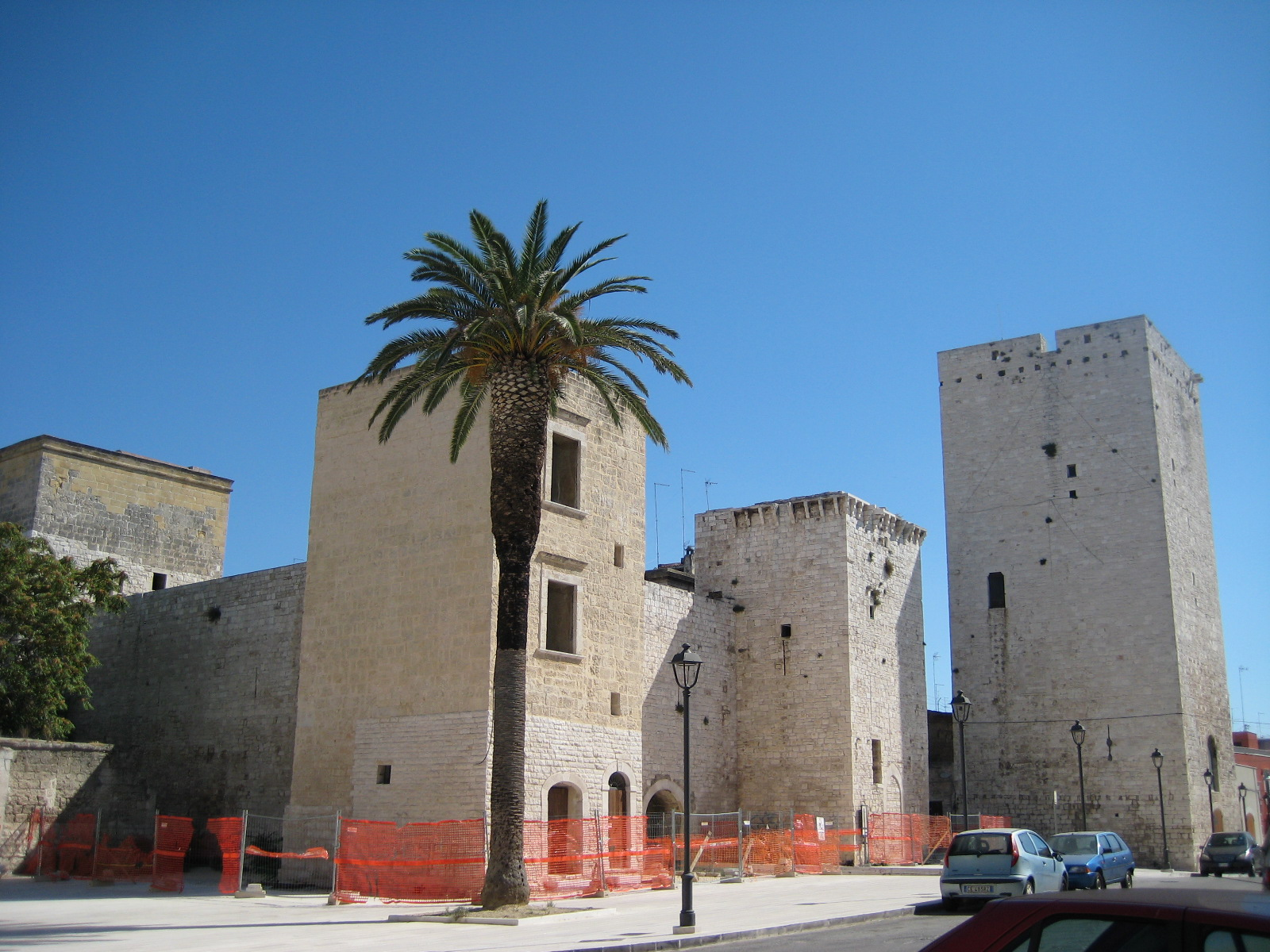
La torre maestra ed il castello di Bisceglie

La torre nota come Maestra fu fatta erigere verso il 1060 dal conte Pietro di Trani. Interamente costruita in pietra calcarea locale, rappresenta l'elemento dominante della città con i suoi 27 m di altezza.
Per dimensioni e caratteristiche di fabbrica può essere considerata analoga alla torre normanna di Rutigliano.
È da essa che ogni giorno, sin dai primi anni del dopoguerra, alle ore 8.00 ed alle ore 12.00, si diffonde in tutta la città l'ormai tradizionale segnale sonoro di una potente sirena, usata durante il secondo conflitto mondiale come allarme aereo.
Il castello, probabile opera del periodo svevo, è formato da un recinto quadrilatero sostenuto da quattro torri angolari - quadre e da una quinta torre, più piccola, inserita all'interno della cortina muraria. L'accesso al fortilizio avveniva per mezzo di un ponte levatoio. All'interno vi erano gli alloggi dei militi, le stalle, la chiesetta di San Giovanni ed un palatium.
All'esterno del recinto si stagliava la torre maestra che era collegata ad esso tramite un ponte levatoio.
Verso la metà del Cinquecento, con la nuova cinta muraria della città, il castello fu riconosciuto inefficiente e venne disarmato.
Attualmente la struttura è sottoposta ad un intervento di restauro che ne consente solo la fruizione esterna dei corpi di fabbrica.

#### Mura difensive

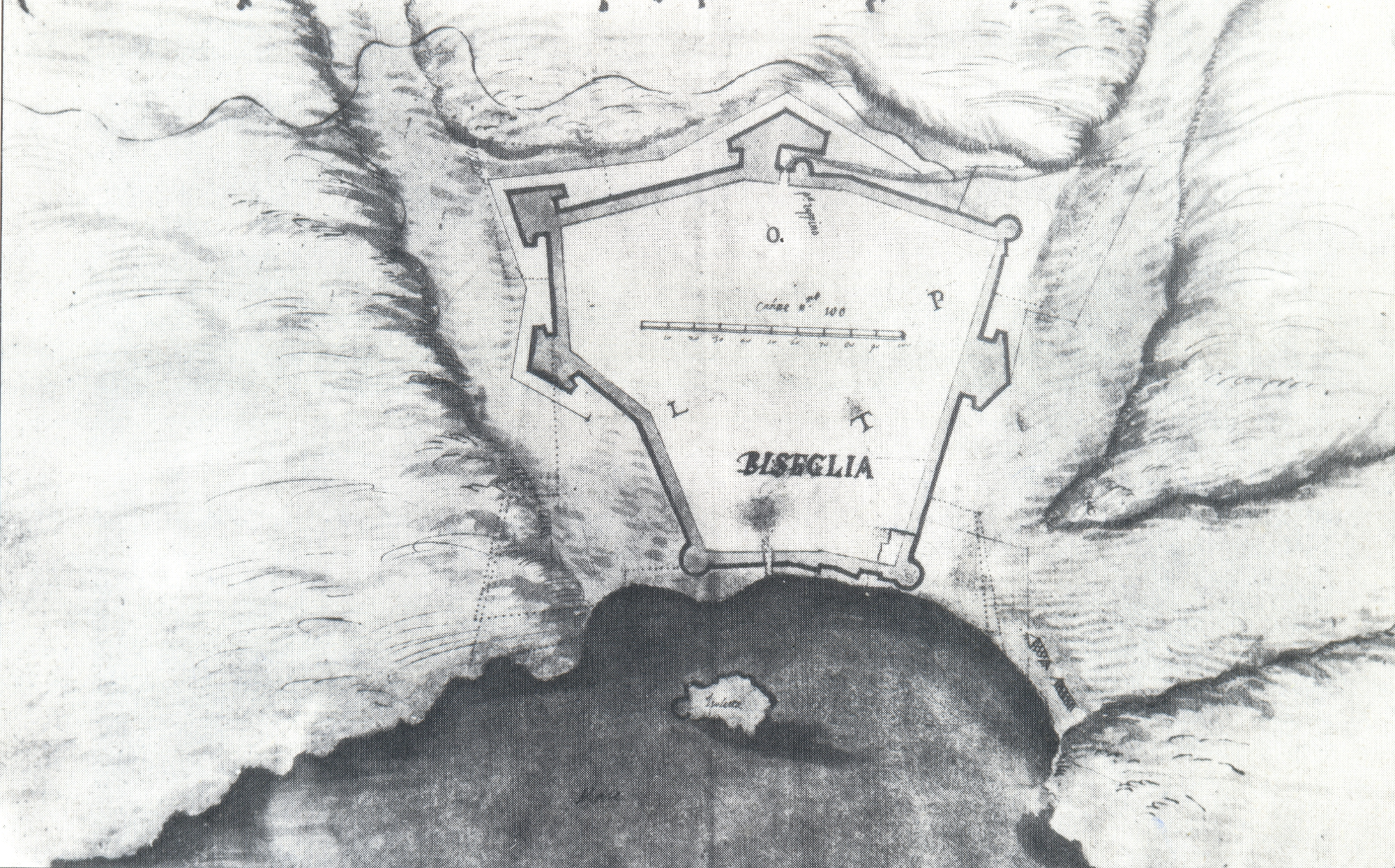
La cinta muraria nel periodo 1500-1570

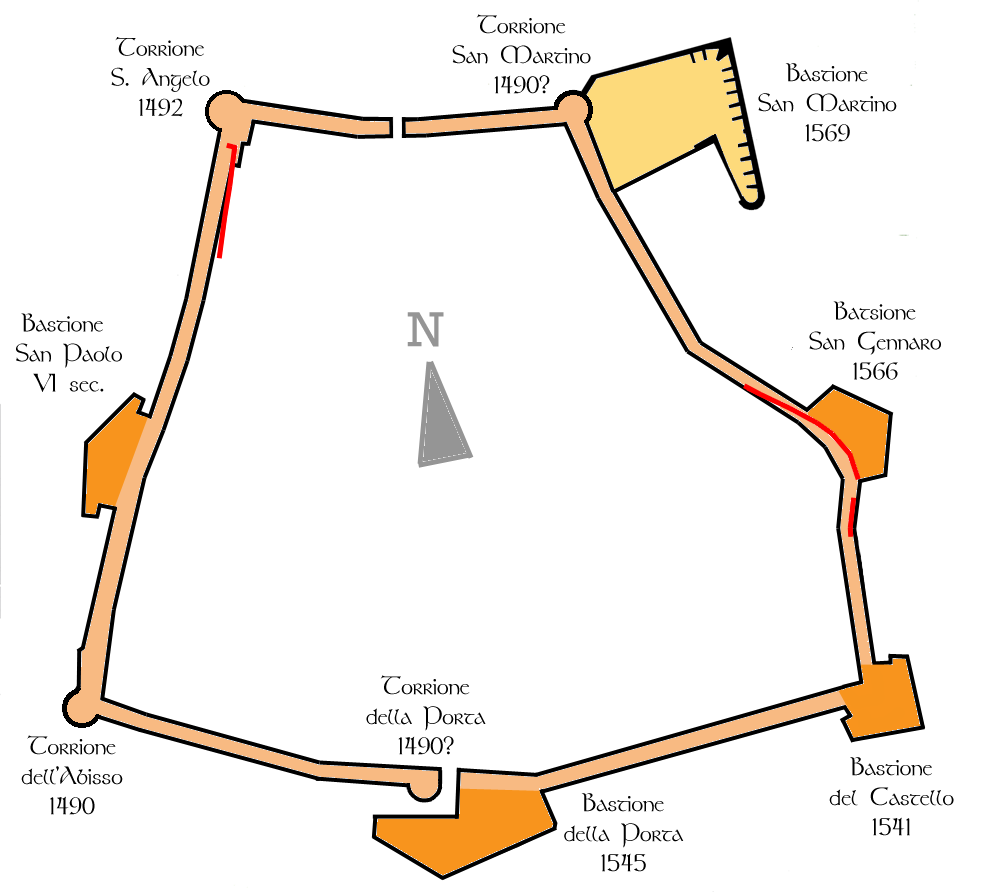
Assetto murario agli inizi del 1700. In rosso, i resti della cinta muraria medievale rinvenuti durante alcuni scavi

Agli inizi del XV secolo, il sistema difensivo medioevale di cui la città era dotata risultò essere inadeguato a sostenere la nuova artiglieria da fuoco. Fu così che con l'avvento degli Aragonesi le vecchie mura normanne, alte e sottili, vennero sostituite da una nuova cinta muraria, bassa e terrapienata, che seguì quasi ovunque il tracciato precedente.
Il tracciato aragonese prevedeva 4 torrioni più una torre di cinta del castello: 
- Torrione Sant'Angelo (NW),
- Torrione dell'abisso (SW),
- Torrione San Martino (NE) (smantellato),
- Torrione della Porta (S) (smantellato).

La nuova murazione aveva mantenuto le due porte cittadine: una orientata a nord detta porta di mare (oggi murata ma ancora visibile), una orientata a sud chiamata "di Zappino" (ove attualmente sorge il teatro Garibaldi).
Nella seconda metà del XVI secolo a seguito delle minacce turche, sempre più insistenti, e con l'avvento degli Spagnoli, le mura furono rafforzate con 5 baluardi pentagonali e intorno ad esse vennero scavati enormi fossati, e fu creato il cosiddetto guasto, ossia una grande area completamente spianata, in modo che la visuale dei dintorni della città fosse libera, per facilitare l'avvistamento degli invasori via terra.
I cinque baluardi erano: 
1. il Bastione della Porta o Polveriera (smantellato),
2. il Bastione di San Paolo (W),
3. il Bastione del Castello (SE) (oggi inglobato da edifici),
4. il Bastione di San Gennaro (E),
5. il Bastione di San Martino (NE) il più grande ed ultimo ad essere stato costruito.

Gran parte delle strutture di fortificazione è attualmente fruibile e visibile, soprattutto sul versante del porto e lungo la via che ad esso giunge.

### Architetture rupestri e insediamenti
- Casale di Giano
- Casale di Pacciano
- Casale di Zappino
- Casale di Sagina
- Casale di San Nicola
- Casale di San Andrea
- Casale di Santo Stefano
- Casale di Cirignano
- Casale di Salandro
- Casale Vigiliae

 Casali 
Nell'agro biscegliese sono stati presenti in passato ben 10 antichi Casali di epoca medievale e longobarda, testimoni della presenza di genti che abitavano stabilmente questi luoghi. Tuttavia nel corso del tempo, tra invasioni e guerre, sono ben pochi i casali rimasti integri, dei restanti o si hanno poche tracce, o l'unico indizio rimasto è quello toponomastico. Non tutti i Casali si sono sviluppati alla stessa maniera e nello stesso periodo, infatti, i Casali di Giano, Pacciano, Sagina e Vigiliae, sorgono su siti romani.
La causa della nascita di questi piccoli centri rurali, è da attribuirsi alla caduta dell'Impero romano, e all'avvento dei Longobardi e Bizantini. Le genti lasciate alla mercé di scorribande dei barbari, iniziarono ad aggregarsi in piccoli centri, con una propria podestà, con proprie leggi e culti. Tali centri vennero muniti di mura, chiese casaline e torri d'avvistamento, e mediamente vi erano insediati tra i 20 o 30 fuochi (famiglie).
Il declino avvenne con l'arrivo dei Normanni, che assicurarono un rifugio più sicuro presso il Casale Vigiliae, da loro fortificato come "castrum", e dal pericolo crescente che arrivava dalle campagne a causa dei nuovi conflitti politici. Così facendo, i Casali si spopolarono a poco a poco, ma non del tutto per un buon periodo di tempo, le genti confluirono nella neo città di Vigiliae, apportando in essa le identità casaline (religiose specialmente), tutelate dagli stessi Normanni.
 Grotte 
Nel territorio di Bisceglie si trovano lungo il corso delle lame di Santa Croce e lama d'Aglio, antiche vie di comunicazione tra l'entroterra e la costa, importanti insediamenti neolitici e paleolitici che sono stati oggetto di esplorazioni archeologiche in tempi diversi.
- Grotta di Santa Croce

La grotta è lunga 100 metri, al suo interno è stretta verso l'alto e si allarga progressivamente sino a formare ambienti molto ampi verso il basso.

Nella grotta sono state rinvenute concrezioni, stalattiti, reperti risalenti all'industria litica del periodo musteriano come 2200 punte, raschiatoi e schegge, un femore neandertaliano, e fauna pleistocenica.

Altri strati hanno riportato alla luce strumenti litici dell'Epigravettiano finale (11000 anni fa) come frammenti ceramici neolitici e frammenti dell'età del bronzo – ferro.

La grotta di Santa Croce fu individuata nel 1937 da Francesco Saverio Majellaro, al quale è dedicato il Museo Civico Archeologico di Bisceglie.
 Dolmen 
In prossimità delle lame maggiori, sono localizzate, su terrazzi pianeggianti, alcune importanti strutture dolmeniche.
- Dolmen della Chianca

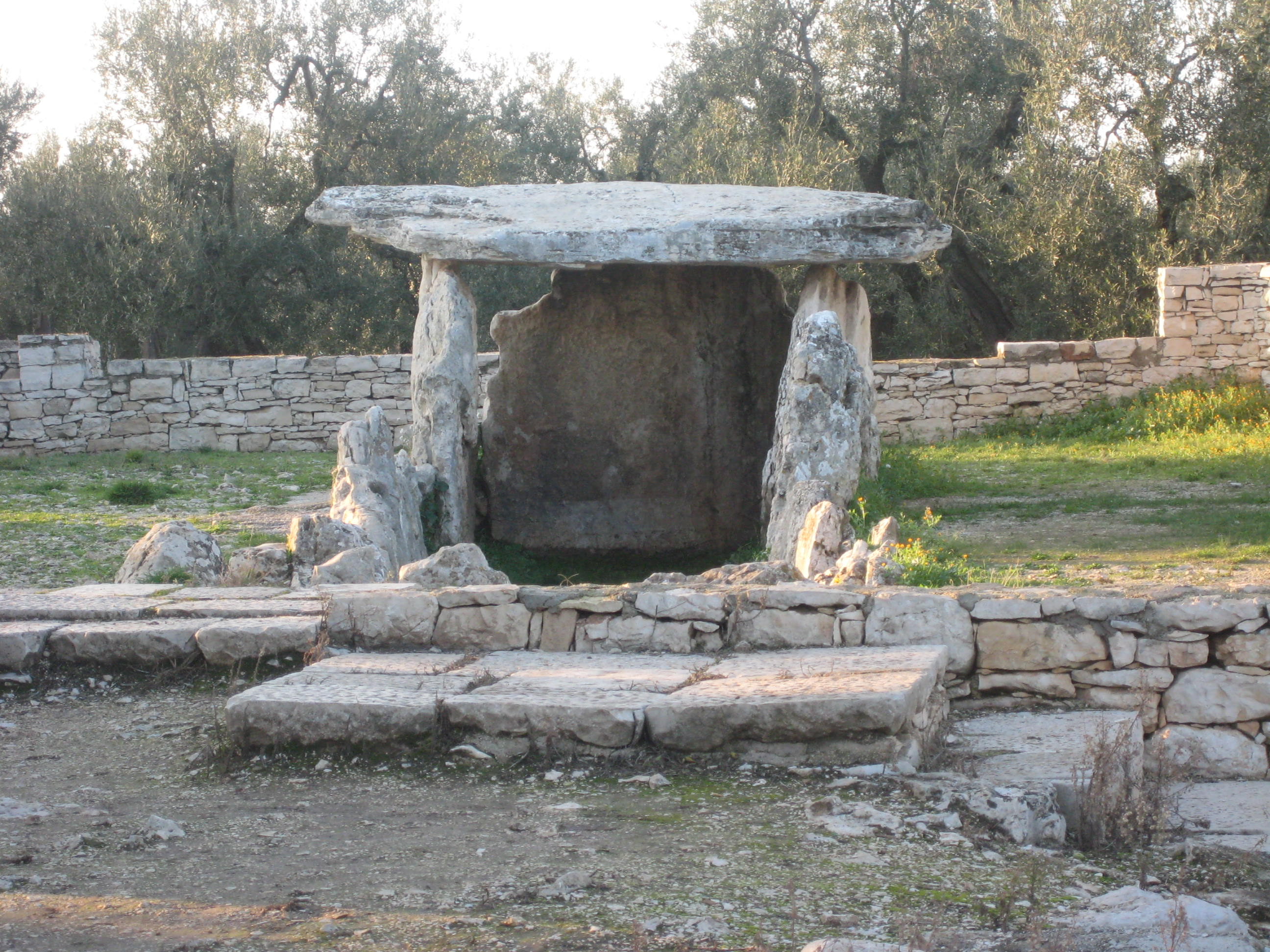
Il dolmen della chianca

Il dolmen della Chianca è un monumento megalitico tra i più importanti d'Europa, per dimensioni, bellezza di linee e stato di conservazione.

Fu scoperto il 6 agosto 1909 dagli archeologi Mosso e Samarelli. La struttura, databile all'età del Bronzo medio, appartiene alla tipologia della tomba a corridoio largo, composta da una cella sepolcrale e da un corridoio di accesso.

Tutto il materiale litico che compone il dolmen è in pietra calcare proveniente dal territorio circostante.

Il corridoio - lungo 7,50 m - è formato da lastroni piatti, infissi verticalmente nel terreno, di altezza notevolmente inferiore rispetto a quelli della cella.

Pertanto, la lunghezza totale è poco meno di 10 m ed ha l'ingresso rivolto ad est.
- Dolmen di Albarosa

Il dolmen di Albarosa fu eretto a poco meno di 1 km dal dolmen della Chianca.

Il tumulo è ubicato nell'omonima contrada posta sulla strada provinciale Bisceglie - Ruvo di Puglia, a circa 8 km dal centro urbano.

Anche questo dolmen fu scoperto nel 1909 da Francesco Samarelli all'interno di uno specchione a pianta ellittica. Esso è costituito da sette lastroni verticali, tutti costituenti le pareti del sepolcro.

Al momento della scoperta furono rinvenuti alcuni oggetti in ceramica lavorata a mano, resti umani, schegge di selce e alcuni bollitoi di pietra calcarea lavorati a mano.
- Dolmen Frisari

Nel 1909 il dolmen Frisari fu oggetto di una prima esplorazione archeologica da parte del Gervasio. Già in quel periodo il megalite si presentò semidistrutto e privo di copertura.

Esso appartiene alla tipologia di tumulo a pianta ellittica, composto da cella sepolcrale, larga 2 m e lunga circa 4 m, preceduta da un dromos.

Il monumento megalitico databile al periodo dell'Età del bronzo (proto appenninico), si affaccia ai primi declivi della sponda sinistra della caratteristica incisione carsica di lama dell'Aglio, in prossimità del crocevia di confine con i territori di Molfetta e Ruvo di Puglia, non molto distante dal dolmen di Albarosa e dal dolmen della Chianca, e prossimo al casale detto torre di Navarrino.
- Altri dolmen

Il "dolmen di Giano", cosiddetto perché si trovava nelle immediate vicinanze del "tempio di Giano" in contrada Santeramo, si trova in prossimità di una lama. Di questo dolmen, distrutto nel 1975, non resta più niente, se non minutissimi frammenti di roccia del dromos. Anch'esso può considerarsi analogo agli altri dolmen presenti nell'agro biscegliese.

Il "dolmen di Santa Croce" ubicato in località lama Santa Croce, non molto distante dagli altri megaliti biscegliesi, che presenta analogie con i dolmen salentini.

Nel territorio di Corato, non lontano dal confine con Bisceglie, si può ancora visitare il "dolmen dei Paladini".

### Siti di interesse

#### Zona Pantano-Ripalta
La località, che occupa un'area pari a 685 ettari lungo la costa fra Bisceglie e Molfetta, è definita di interesse naturalistico nel Decreto Ministeriale n. 30 del 1º agosto 1985, pubblicato sulla Gazzetta Ufficiale della Repubblica Italiana del 06/02/1986.
Il sito, di elevato valore paesaggistico, rappresenta un elemento morfologico e strutturale di grande importanza per la definizione olistica del paesaggio costiero e carsico pugliese. Il paesaggio vegetale, guardato nel suo insieme, è caratterizzato da campi agricoli: dominano l'olivo, il mandorlo, i vigneti con impianto a tendone e gli orti disalberati, segno evidente che la mano dei coltivatori ha contribuito non poco a trasformare il luogo, un tempo completamente ricoperto da vegetazione tipica delle zone umide e della macchia mediterranea.

#### Orto botanico comunale Veneziani-Santonio
A ridosso della strada ferrata, in prossimità della "lama fondo noce", si trova l'orto botanico comunale "Veneziani - Santonio", donato al Comune di Bisceglie dalla famiglia che ne era proprietaria.

Il giardino, già organizzato sul finire dell'Ottocento, conservava originariamente una raccolta di piante di Ficus (Moraceae), Succulente Cactaceae, Aloe Liliaceae, Agavi Agavaceae, Callistemon Mirtaceae ed altre specie come la Chorisia speciosa, la Jacaranda, specie del genere Brachychiton, Phoenix, ed altre specie rare.

#### Lungomare di Ponente e Teatro Mediterraneo

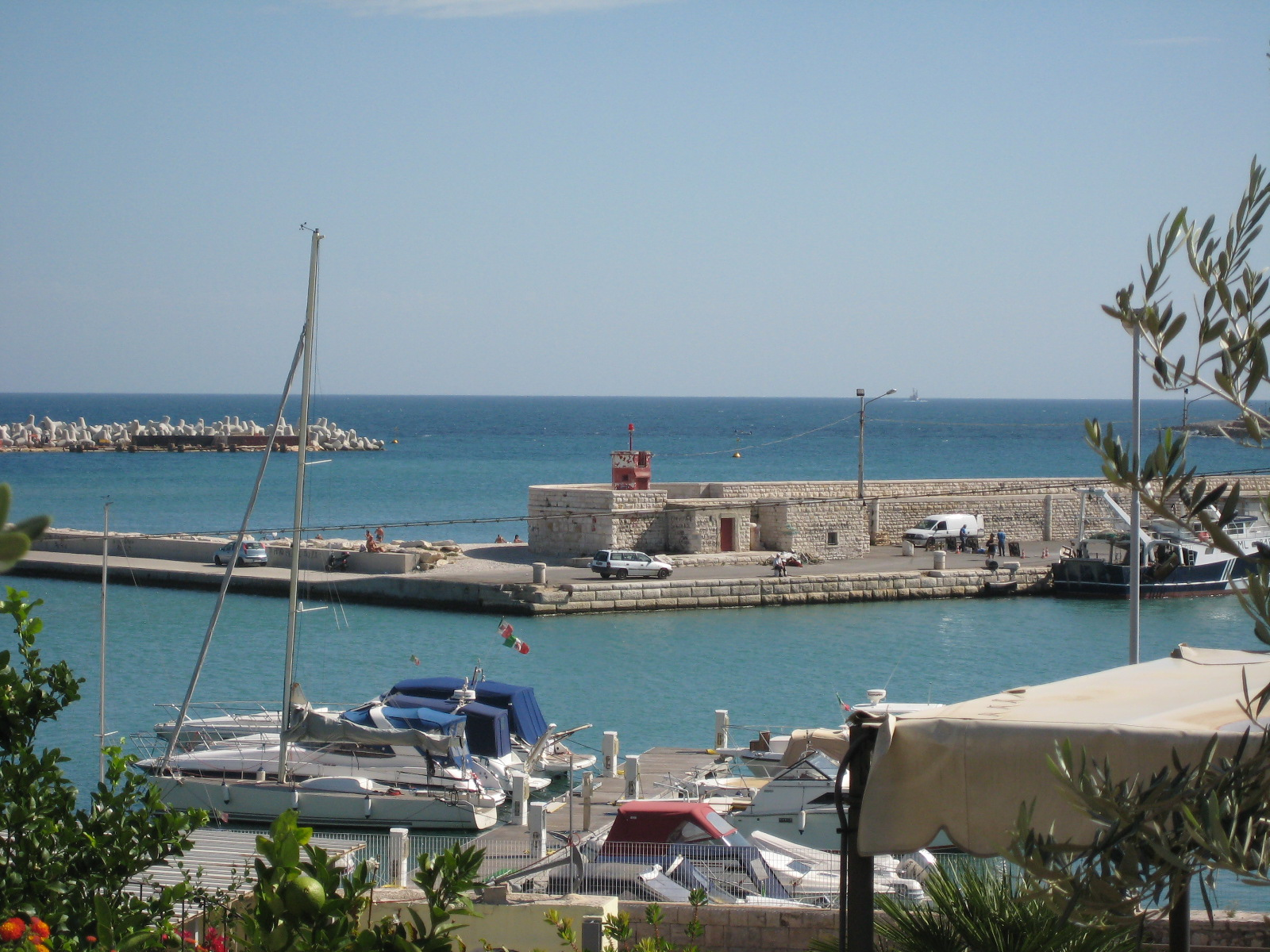
Il lungomare di ponente visto dal ristorante "Salsello"

Sul finire degli anni Ottanta, l'incalzante fenomeno dell'erosione marina che riguardava in particolar modo il tratto di costa balneare compreso fra Bisceglie e Trani, indusse l'Amministrazione a dotarsi di un piano di recupero costiero dell'intero litorale di Ponente.

Le opere realizzate, impostate secondo criteri di architettura del paesaggio, attualmente costituiscono un imponente ed originale sistema di percorsi pedonali e ciclabili, articolati su più livelli, che si sviluppano per circa 3 km sull'intero litorale ponentino.

Il "waterfront" dell'intero sistema, caratterizzato da un'altimetria variabile fra 2 m s.l.m. e 13 m s.l.m., appare come un'enorme muraglia in pietra a secco che, interrotta a tratti da elementi rocciosi preesistenti, trova una scenografica apertura sul mare in corrispondenza del Teatro del Mediterraneo, in località Trullo Verde.

## Società

### Evoluzione demografica
Abitanti censiti

### Etnie e minoranze straniere
Al 31 dicembre 2023 la popolazione straniera residente era di 1 441 persone, pari al 2,77% della popolazione.

### Dialetto biscegliese
"Lingua odorosa di terra e di mare,

sobria come il nostro pane,

violenta come il nostro sole,

rude e amara a volte,

ma sempre sincera e virilmente ottimista"
(Mario Cosmai, dialetto biscegliese)
Su di esso vi è una leggenda secondo cui san Nicola Pellegrino, arrivato in Puglia dalla Licia per diffondere il Vangelo di città in città, giunse a Bisceglie. Qui gli abitanti rimasero insoddisfatti e delusi del Santo, che schivo e di poche parole si limitava a concludere i propri discorsi con "kyrie, kyrie eleison", tanto che lo scacciarono in malo modo. San Nicola, risentito, pregò Dio che punisse i biscegliesi storpiando la loro parlata, come infatti avvenne. Per questo motivo i biscegliesi quando parlano tendono a storcere un po' la bocca, e soprannominati quindi come vòcche stóurte.
La fonetica del dialetto è regolata da leggi rigorose e costanti, soprattutto se si tiene conto del processo di trasformazione dalla lingua più antica, come il latino popolare, alla lingua più recente, come il dialetto. A mo' di esempio, il passaggio del suono PJ latino nella doppia cc dialettale, rappresenta una legge fonetica, come in sapjo (tardo latino) da cui deriva sacce (dialetto).
Sul piano etimologico, ci sono alcune parole che derivano dal greco, altre dal latino popolare, la maggior parte dei termini deriva dall'italiano che va conquistando sempre maggior spazio. Ma oltre ai grecismi antichi, vi sono anche i germanismi, i bizantinismi, gli ispanismi, gli arabismi, i francesismi e tracce di lingua pre-indoeuropea.

Nel 1892, Domenico Pastore, dopo aver partecipato e vinto un concorso nazionale organizzato dal Ministero della pubblica istruzione nel 1890, pubblicò il dizionario italiano – biscegliese e biscegliese – italiano.

Successivamente, nel 1925, l'arcidiacono, studioso di latino e greco, Francesco Cocola diede alle stampe Il vocabolario dialettale biscegliese – italiano comprendente 12778 voci.
Quest'ultima opera rimane un punto di riferimento per il recupero di vocaboli che sono scomparsi o rischiano di scomparire.

Per completare il panorama degli studi sul dialetto biscegliese risultano importanti i lavori, che seguono un ordine cronologico, svolti da Jolanda De Gregorio, dal linguista russo Vladimir Fëdorovič Šišmarëv e da Luca De Ceglia con il suo Dizionario dei soprannomi biscegliesi nei secoli XVI – XVIII e il Dizionario Dialettale Biscegliese edito nel 2009.

A Bisceglie è sempre stata ricca la produzione di testi dialettali, di poesie, stornelli satirici, e prose in vernacolo.

### Tradizioni e folclore
Nell'ambito del folclore pugliese, le tradizioni di Bisceglie costituiscono un patrimonio di consuetudini, atteggiamenti, comportamenti, rituali religiosi, canti e racconti, tipici del mondo contadino – marinaro meridionale.
L'antica tradizione del teatro a Bisceglie, che vantava già nel regno di Napoli uno dei più grandi teatri detto la “polveriera”, trova testimonianza anche in una maschera da non dimenticare: Don Pancrazio Cucuzziello.

Successivamente, vengono passate in rassegna le feste dell'anno e le due principali feste patronali, veri e propri eventi: la festa dei tre Santi e quella dell'Addolorata.

#### Feste durante l'anno
Questa maschera fu portata in auge agli inizi del Novecento da un attore biscegliese, Raffaello Bianco, che ne cambiò il nome in Pippo Cocozza, e, verso la seconda metà dell'Ottocento da uno scrittore francese, Paul De Musset, che ne prese spunto per una sua novella. Nel 1975 una compagnia teatrale barese ripropose in Puglia e anche in altri teatri italiani la maschera, un po' dimenticata, di Don Pancrazio
Nella tradizione biscegliese, la sera di San Silvestro è consueto attendere la mezzanotte in famiglia, giocando a tombola o a carte. Fino ai primi del Novecento, qualche minuto prima della mezzanotte in famiglia era tipico vestire due ragazzi, uno da vecchio con gobba, barba e bastone, e l'altro da adolescente che sventolava una bandierina. All'Epifania, oltre allo scambio di regali, è tradizione mangiare fichi secchi e pèttue, frittelle imbevute di vin cotto.

Il carnevale inizia il giorno di Sant'Antonio abate, che corrisponde con il 17 gennaio. Un tempo era annunciato da alcune donne che, con tamburelli e trombe, facevano baldoria fra le vie della città. Durante i giorni di festa, le maschere dopo aver girovagato per le strade, da parenti e amici, si radunavano presso il Palazzuolo. Oggi, questa tradizione è lasciata solo ai bambini. Pittoreschi erano i carri in corteo, costruiti ed addobbati dai pazienti e dal personale dell'ospedale psichiatrico “Casa della Divina Provvidenza”, fino all'inizio degli anni novanta. Durante il carnevale si usava mangiare, nel primo e negli ultimi giorni, re pèttue. L'ultimo giorno era e rimane di rito mangiare u cùcue de carnevòle.

Il ciclo delle feste pasquali si apre con la domenica delle Palme.
All'alba i contadini, tornati dai campi, portano fasci di rami d'olivo in chiesa per farli benedire durante la messa dal sacerdote. Questi ramoscelli, divenuti sacri, sono portati in casa o donati e si conservano per tutto l'anno.
I riti della Pasqua si svolgono secondo forme di antica tradizione, tipicamente locali. Dal pomeriggio del giovedì fino al sabato, la chiesa è in lutto. In questo periodo non vengono suonate le campane. In passato le campane erano sostituite dalla terròzzue (nota: Raganella, strumento di legno con ruota dentata che strisciando su una lamiera provoca un suono stridente).
Il giovedì santo, nelle chiese gli altari vengono addobbati con fiori e luci.
Il giovedì sera si allestiscono i sepolcri. La gente visita gli altari addobbati, considerati come il Sepolcro di Cristo.
Nelle prime ore del venerdì santo, la gente raggiunge piazza Vittorio Emanuele II e si riversa in prossimità del Palazzuolo per assistere al tradizionale incontro, una sacra rappresentazione tra l'immagine dell'Addolorata e quella del Cristo che porta la croce. Le due statue, portate a spalla e accompagnate da marce funebri, si incontrano al Calvario.
Nel tardo pomeriggio si svolgono le processioni dei Misteri, statue lignee del Settecento raffiguranti i momenti della passione di Cristo, che partendo da chiese diverse confluiscono tutte in un'unica processione, intorno al Palazzuolo. I cortei sono seguiti dalle Confraternite, i cui membri indossano particolari abiti di origine medioevale, e recano nella mano destra un cero acceso. L'ultimo corteo è quello del Cristo morto in la catène, venerato nella chiesa di San Matteo. La messa di Resurrezione viene celebrata nella tarda serata del sabato.
La Pasqua ha un'appendice festiva nel lunedì dell'Angelo che assume la denominazione biscegliese di lunedì del Pantano, perché in passato la gente si recava a trascorrere la pasquetta nella zona del Pantano, un'amena località, oggi riserva naturale, fra Bisceglie e Molfetta.

Le fiere campestri e rionali che si svolgono subito dopo la Pasqua fino alla Pentecoste sono: la fiera di Zappino e quella successiva di Giano (entrambe si tengono nei rispettivi casali medioevali), seguono le fiere delle chiese di San Lorenzo, Sant'Agostino, di Santa Maria della Misericordia, della Madonna di Passavia e di Sant'Adoeno.

Il giorno dei defunti il cimitero si popola di gente che si aggira tra le tombe adorne di lumi, ceri e fiori. Anticamente vi era l'usanza di lasciare un cero acceso nel caminetto con la tavola apparecchiata, con i resti della cena. Secondo un'antica credenza popolare, i defunti portano ai bambini dei regali, detti l'èneme de le móurte, che ricevono in una calza appesa al letto. Il cibo tradizionale di questo giorno è la cólve (u farne de re cóutte).

Alla vigilia della festa dell'Immacolata si prepara la cena tradizionale, consistente in un piatto di rape, baccalà fritto e nel gustoso calzone. Fino alla metà degli anni ottanta erano preparati ed accesi, per devozione, dei grandi falò, detti fami.

#### Festa dei Tre Santi

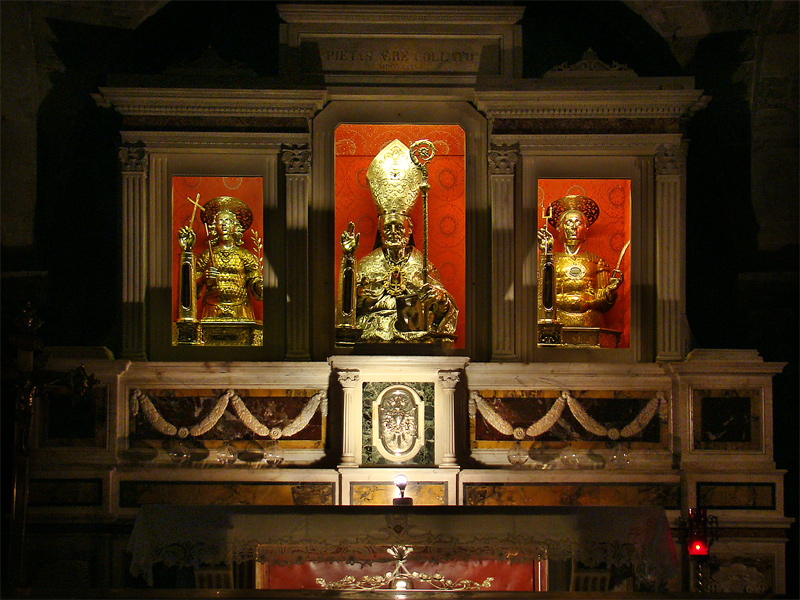
Le reliquie dei tre Santi nella cripta della Cattedrale di Bisceglie

La festa patronale si svolge in tre giorni verso la seconda domenica di agosto nelle forme che si tramandano ormai da diversi secoli. Questa festa ha le radici nella "Traslazione dei Santi" dal casale di Sagina, ubicato nell'agro, all'interno delle mura, nel borgo marinaro. In passato si svolgeva il 30 luglio, giorno in cui attualmente la gente si reca nella concattedrale per visitare le sacre reliquie.

La festa ha inizio il sabato mattina. Alle otto, il segnale prolungato della sirena della torre maestra e il suono delle campane di tutte le chiese, uniti agli scoppi di bombe a salve, aprono i festeggiamenti. Sempre il sabato mattina, gira per le vie della città u tamburre, una bassa banda costituita da alcuni suonatori di piatti, di tamburi, uno di flauto e da uno di grancassa, che suonano alcune marce.

Il sabato sera la gente si riversa nel Palazzuolo, centro della festa, dove tra l'altro viene organizzato anche un mercato con bancarelle di ogni genere. Il palazzuolo, via Marconi, via cardinale dell'Olio ed altre vie in prossimità del duomo, vengono addobbate con particolari luminarie. Sulla facciata del Teatro Garibaldi, viene eretto un altare ornato di luminarie, drappi e fiori in cui viene inserita un'immagine dei Santi Patroni, detta “il quadro”. Al centro del Palazzuolo viene disposta una cassa armonica, intorno a cui la gente ascolta la musica eseguita dalle varie bande che si susseguono.

La domenica, alle dieci, la gente si riversa nella concattedrale dove si trovano esposte ai fedeli le statue dei Tre Santi.
Alle ore venti, dopo lo scoppio dei fuochi pirotecnici, ha inizio la solenne processione dei Tre Santi. Aprono il corteo i devoti, le congreghe delle parrocchie ed il vescovo in pompa magna. Seguono le statue dei Santi, rivestite in oro e argento, portate a spalla dai confratelli dell'antica congregazione dei Santi. Dietro il baldacchino avanzano le autorità e le bande musicali.
Al rientro della processione, verso la mezzanotte, la gente si assiepa sulla muraglia e lungo tutto il porto per assistere ai fuochi pirotecnici lanciati dal nuovo molo.

La festa riprende il lunedì, quando un gruppo di fedeli seguìto dalle bande musicali accompagnano in cattedrale il “quadro” dei Santi. La chiusura della festa viene celebrata con i fuochi pirotecnici lanciati dal bacino portuale.

#### Festa dell'Addolorata

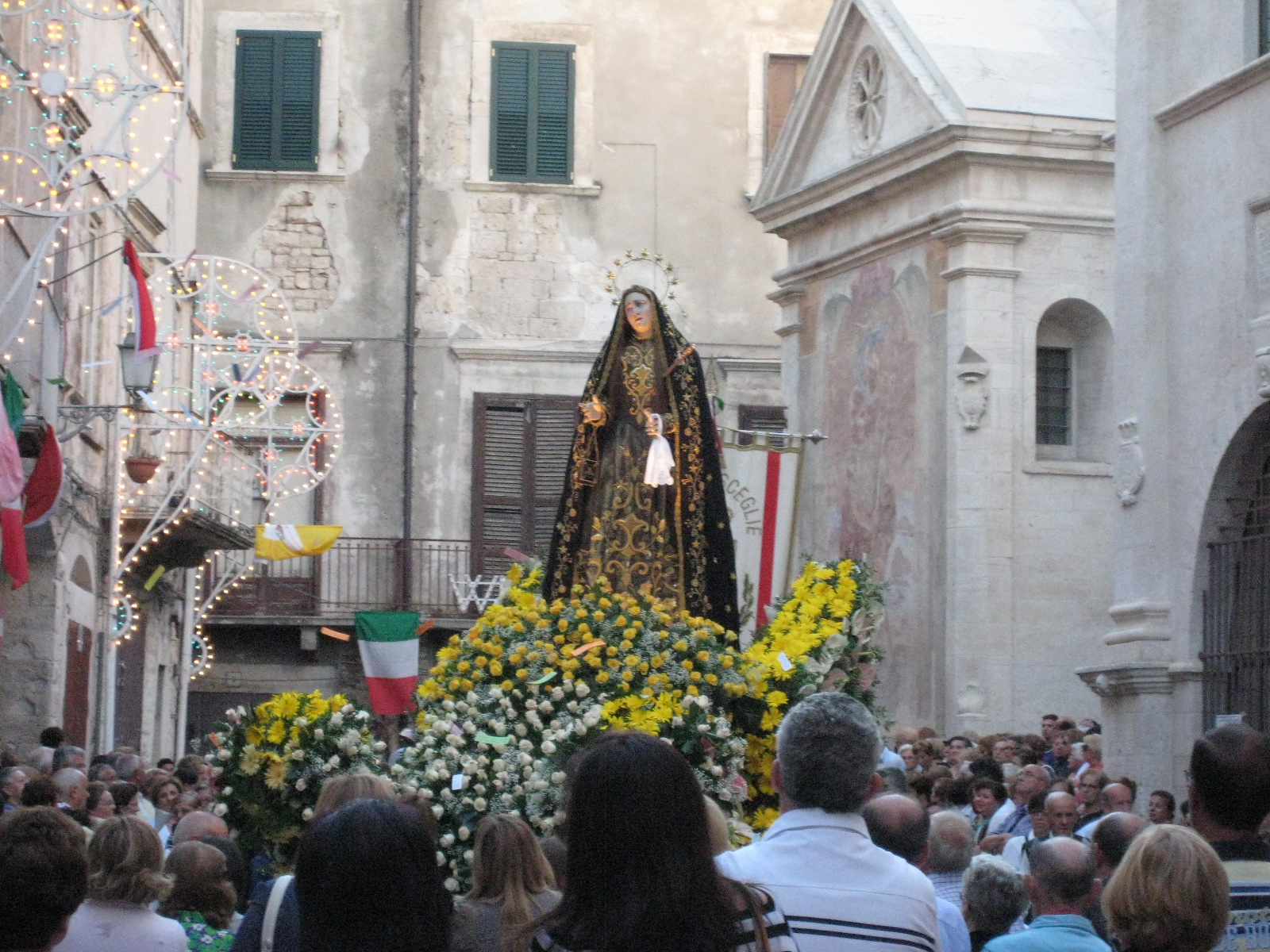
La Madonna Addolorata

Nella concattedrale è venerata come compatrona della città l'Addolorata, la cui festa ha luogo il 15 settembre.
Anche questi festeggiamenti iniziano il 14, con le stesse modalità con cui si svolge la festa dei tre Santi, e si concludono il 16 sera a tarda ora.

Le bancarelle, le luminarie ed i fuochi pirotecnici riportano la gente nel clima della festa dei Santi.

Presso il teatro Garibaldi viene ornato un altare circondato da luminarie, drappi e fiori, in cui viene posta il sabato sera l'immagine della Madonna.
La processione, lunga e solenne, accompagna la statua della Mèmme du paése, vestita di nero e col cuore trafitto da sette spade. Segue la statua la congrega dell'Addolorata e la folla dei fedeli. Le donne indossano un abito nero e portano ceri di varia grandezza. Nella tradizione, le donne che hanno ricevuto delle "grazie" fanno voto alla Madonna portando i capelli sciolti e i piedi nudi per tutto il periodo festivo.

## Cultura

### Istruzione

#### Biblioteche
Un punto di riferimento per molti studiosi era ed è rappresentato dalla Biblioteca comunale "Pompeo Sarnelli", ubicata nello storico edificio del monastero di Santa Croce, in via Frisari nel cuore della città. Nella biblioteca sono conservati oltre 16000 volumi di ogni genere, fra cui libri rari ed antichi.

Presso il Seminario vescovile è presente la Biblioteca diocesana "San Tommaso d'Aquino" ed un archivio con numerosi fondi.
Infine, presso la Parrocchia di Santa Caterina da Siena, è presente la Biblioteca Parrocchiale "don Michele Cafagna" che conserva un fondo moderno di circa 10 000 libri, con una ricca sezione dedicata alla storia locale.

#### Scuole
Nel territorio di Bisceglie sono presenti varie istituzioni scolastiche, tra le quali le seguenti secondarie di secondo grado:
- I.I.S.S. "Sergio Cosmai", sede associata di Trani.
- Ist. Prof. Industria e Attività Marinare "Amerigo Vespucci", sede associata di Molfetta.
- Istituto Tecnico Commerciale "Giacinto Dell'Olio" con vari indirizzi di studio.
- Liceo Scientifico - Linguistico - Coreutico- Scienze applicate Statale "Leonardo da Vinci".
- Liceo Delle Scienze Umane - Economico sociale Giacinto Dell'Olio

#### Musei

##### Museo diocesano di Bisceglie
Il Museo diocesano di Bisceglie è situato nel Palazzo vescovile, nel centro storico della città.
Fondato nel 1982 con decreto dell'allora arcivescovo di Trani Giuseppe Carata, raccoglie quadri, argenti, sculture lignee e lapidari oltre a preziosi messali ed evangeli provenienti dalla Concattedrale di Bisceglie e da diverse parrocchie, databili al XVII, XVIII e XIX secolo.

##### Museo etnografico "Francesco Prelorenzo"
Fondato nel 1987, ha trovato la sua sede all'interno della Torre Normanna, presso il castello.
Possiede una raccolta etnografica distribuita su tre piani. Al primo piano si trovano attrezzature rare legate ai mestieri scomparsi. Al secondo piano abbiamo la casa d'altri tempi con arredamenti e oggettistica risalente al periodo compreso fra il Settecento e l'Ottocento. Al terzo piano sono presenti le raccolte sulla religiosità popolare con una serie di ex voto per grazie ricevute.
Casa Museo Giuliani, Fondato nel 2014 per volontà del cavalier Nicola Giuliani discendente della famiglia Giuliani cui diede i natali il grande compositore per chitarra
Mauro Giuliani Bisceglie 1781/ Napoli 7/Maggio 1829.
Ospita un centro documentario sul musicista e sul suo tempo, comprendente pezzi unici o rarissimi provenienti dalla collezione di famiglia. Nella casa museo sono, infatti, esposti epistolari familiari, immagini in litografie e incisioni, locandine, giornali, libri e cronache dell'epoca, antiche partiture e metodi musicali pubblicati quando Giuliani era in piena attività dai suoi più grandi editori fra cui Artaria, Cappi e Diabelli, Mollo, Richault, Ricordi.
Tra i pezzi più pregiati conserva una delle rarissime immagini di Mauro Giuliani in incisione originale, una chitarra Gennaro Fabbricatore del 1804 e una lettera che Giuliani indirizzò a Domenico Artaria da Trieste nel gennaio 1820 di ritorno dal lungo soggiorno viennese, un metodo pedagogico inedito per la formazione per la chitarra .La casa museo si propone anche come centro studi dedicato alla ricerca sulla musica classica e in particolare chitarristica.

##### Museo civico archeologico "Francesco Saverio Maiellaro"
Fondato nel 1960, custodisce una raccolta di reperti paleolitici rinvenuti presso la grotta di Santa Croce come selci, strumenti ossei, oltre a ceramiche neolitiche brunite e dipinte risalenti al V millennio a.C. provenienti da siti archeologici di Santa Croce ed Albarosa.
Alcuni reperti provengono anche dal Dolmen della Chianca.
Il museo custodisce l'impronta fossile di un cesto-stuoia risalente al VI millennio a.C., una collezione di anfore e colli d'anfora vinarie di età romana recuperate dai fondali nei pressi del Salsello e una preziosa urna cineraria di epoca romana risalente al I secolo d.C. proveniente dalla chiesa di Santa Margherita donata al museo dalla famiglia Dell'Olio.
Il museo è situato presso il Monastero di Santa Croce in via G. Frisari, un antico complesso monastico che ospita anche la Biblioteca comunale "monsignor Pompeo Sarnelli", nonché l'archivio storico di Bisceglie.

##### Museo civico del Mare
Il Museo civico del Mare, inaugurato il 20 luglio 2002, è situato presso il complesso di Santa Croce.
È suddiviso in nove sezioni tra le quali vi sono strumenti per la navigazione, archeologia sub-marina, ancore e modellismo navale.
Museo Don Uva

### Media

#### Stampa
A Bisceglie sono presenti le sedi di alcune piccole case editrici nonché di alcuni periodici quali:
- Bisceglie 15 Giorni
- Il Biscegliese
- BisceglieViva (ex La Diretta, ex La Nuova Diretta, ex Bisceglie in Diretta)
- BisceglieLive
- Bisceglie24
- La Diretta 1993

#### Radio
L'unica emittente radiofonica presente in città è Radio Centro Bisceglie.

### Musica

#### La banda musicale di Bisceglie

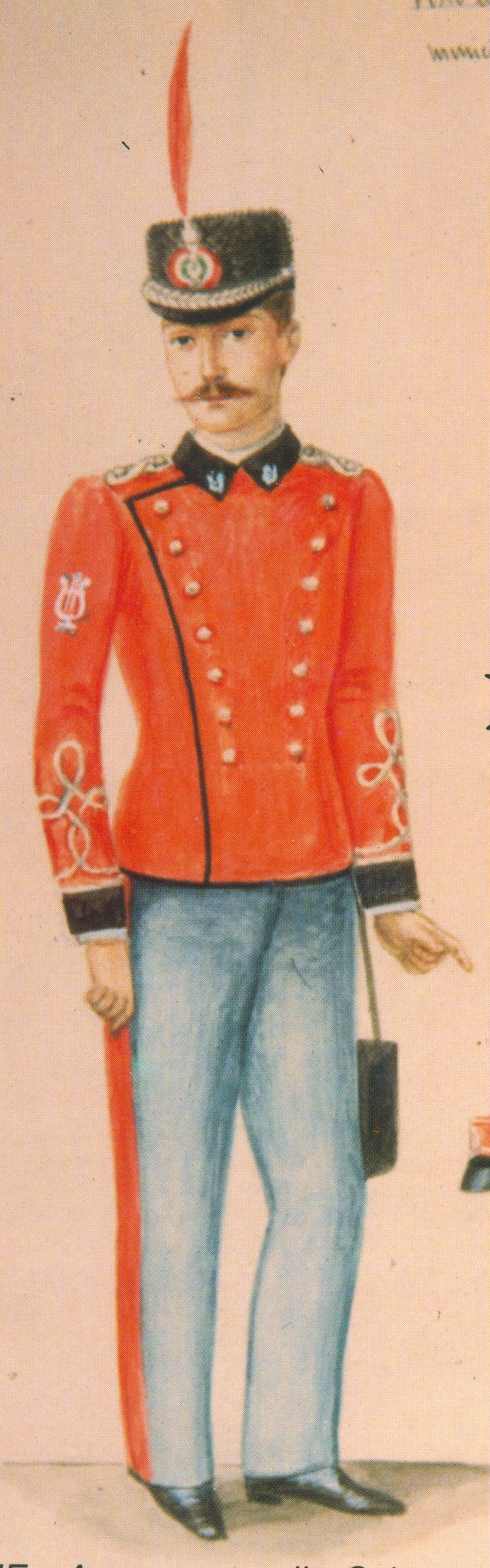
Uniforme della banda

Bisceglie, città che diede i natali al grande chitarrista Mauro Giuliani, al compositore Gaetano Veneziano e al flautista di fama europea Sergio Nigri, mantiene un'antica tradizione musicale che si tramanda anche attraverso la sua banda musicale.

Il primo gruppo musicale stabile della città risale al 1832. Dieci anni dopo, nel 1842 la banda, diretta dal maestro Biagio De Gaudio, era composta da 29 bandisti.

Negli anni successivi, sotto la direzione del maestro Emmanuele Gotus di Napoli, la banda di Bisceglie ottenne un discreto successo. In questo periodo i 33 bandisti indossavano l'elegante “uniforme di panno bleu, con collaretto e paramani color scarlatto, ornati di galloni d'argento e con lira ricamata in argento nella estremità delle falde”.

Nel 1863, la direzione del corpo musicale venne affidata al maestro Roberto Curci di Barletta, figlio del rinomato musicista Giuseppe Curci, che ne istituì una scuola di musica.

Successivamente, nel 1869, ereditò la bacchetta del direttore il maestro Biagio Abbate di Bitonto, padre dei maestri Gennaro ed Ernesto, che condurrà il corpo musicale in una ricca stagione di successi.

Nella prima metà del Novecento, l'attività bandistica fu modesta, talvolta discontinua, anche a causa delle ridotte risorse che venivano stanziate dall'amministrazione comunale.

Al termine del secondo conflitto mondiale, il corpo bandistico riprese lentamente le stagioni concertistiche e nel 1963, sotto la direzione del musicista e compositore Cataldo Gigante di Molfetta (uno dei primi maestri di Riccardo Muti) attraversò un intenso periodo di produzione musicale.

Nella storia recente della banda di Bisceglie è da annoverarsi il nome del maestro Raffaelle Miglietta di Taranto che dal 1989 al 1994 è stato protagonista con la banda da giro di Bisceglie di grandi stagioni concertistiche apprezzate su tutto il territorio nazionale.

Dal 2003 il concerto bandistico " Città di Bisceglie" è stato affidato ad una nuova associazione musicale denominata "I Fiati".
L'organizzazione è condotta da Benedetto Grillo, che ha istituito una scuola di musica popolare finalizzata alla ricerca di musicisti locali.
Dopo qualche anno di difficoltà e di assestamento la banda ha ripreso il suo splendore sotto la direzione del maestro Dominga Damato, esibendosi durante la festa di San Trifone in Adelfia nel novembre 2011 e partecipando a diversi concorsi e rassegne nazionali.

### Cinema e televisione

#### Set di riprese
Il 28 giugno 2014 sono iniziate a Bisceglie le riprese del nuovo film di Michele Placido intitolato La scelta con Ambra Angiolini, Raoul Bova, Valeria Solarino e Placido stesso. Il film che vede come comparse molti cittadini biscegliesi è stato interamente girato a Bisceglie. Le riprese sono terminate il 4 agosto 2014.
Sempre a giugno 2014 la città è stata il set di riprese per Pietro Mennea - La freccia del Sud, fiction Rai diretta da Ricky Tognazzi dedicata all'atleta barlettano Pietro Mennea.

#### Manifestazioni legate al cinema
Dal 26 luglio al 4 agosto 2014 in occasione della fine delle riprese del film La scelta di Michele Placido ha avuto luogo a Bisceglie la prima edizione del Cine Dolmen Fest, kermesse cinematografica che ha avuto come ospiti Renzo Arbore, Maria Grazia Cucinotta, Bianca Guaccero, Alessandro Preziosi, Claudio Santamaria, Isabella Ferrari, Emilio Solfrizzi, Antonio Stornaiolo, Giovanni Veronesi, Gennaro Nunziante e tanti altri.

### Cucina
Una leggenda racconta che questi dolci furono preparati dalle Clarisse in occasione delle nozze di Lucrezia Borgia. Ma la sposa non arrivò mai; nel frattempo gli ospiti sospiravano appunto per l'attesa e quindi questi dolci, dalla forma provocatoria perché riproducenti il seno femminile, furono mangiati.
Una testimonianza certa arriva dall'eremita Aleandro Baldi che li descrive così: "A Visceglia si confeciuma una zacchero assai gustoso e buono".
La cucina tradizionale biscegliese è in perfetto equilibrio tra terra e mare.

I piatti tipici sono: ceci e cavatelli; ceci e pasta; cime con strascinati (simili alle orecchiette) e cardi (piante di carciofi lessate e cucinate in brodo con l'uovo); cime e strascinati assése; patate, cozze e checozze al forno; sevéirchie de checòzze e chechezzéidde mbregatorie; ciammarechéidde cu premedòle; l'arancia rotta all'acqua; u sfricone; l'acquasale, la cialdédde; strascinati e cime di rapa; pane, pomodoro, olio e sale.

Completano queste pietanze: il pesce, servito in tutte le salse, tra cui quello servito alla griglia e u ciambotte, ma anche prelibatezze marinare come alici marinate, ricci, piccoli polpi e seppioline crude condite con limone e olio e cozze crude oppure cotte; le braciole e l'arrosto di castrato; le gnimbredde.

Tra la frutta, primeggiano le ciliegie di Bisceglie, l'uva da tavola del genere "baresana" (detta anche turchesca o lattuario bianco), l'uva "regina" e l'uva "cardinale".

Una tipica ghiottoneria locale è u calzaune, una focaccia ripiena di sponsali lessati e baccalà, olive nere, acciughe, diabuicchie (peperoncino) e uva passa. Un'altra varietà di calzone è preparata con pomodori, ricotta forte e cipolla. Rientra nella tradizione mangiare il calzone alla vigilia dell'Immacolata ed alla vigilia di Natale.

I dolci tipici della cucina locale sono: le cartellate, dolci preparati in occasione delle feste natalizie; i pizzetti fatti con mandorle arrostite, zucchero e cacao; i marzapane; le sapienze, fatte con farina, zucchero e marmellata; le ciambelle, fatte con farina e uova e inzuppate nel giléppe (glassa), preparate per le feste pasquali; le zeppole, fatte con uova, farina, un po' di burro e fritte in forma di taralli servite in occasione della festa di San Giuseppe; la schiuma di uova; la scarcella; u seseméidde; la còlve, preparata il giorno dei morti con grano bollito condito con abbondante vin cotto, mandorle tritate, pezzi di noce, pezzetti di cioccolato, chicchi di melograno; le pestazze e la monaca; u calzengéidde; il "sospiro". Quest'ultimo è il dolce tipico biscegliese più famoso, tutelato dal consorzio Pasticceri di Bisceglie, che ne hanno redatto il disciplinare (ingredienti e preparazione), legando ulteriormente la storia di questo dolce alla storia della città stessa.

## Geografia antropica

### Urbanistica

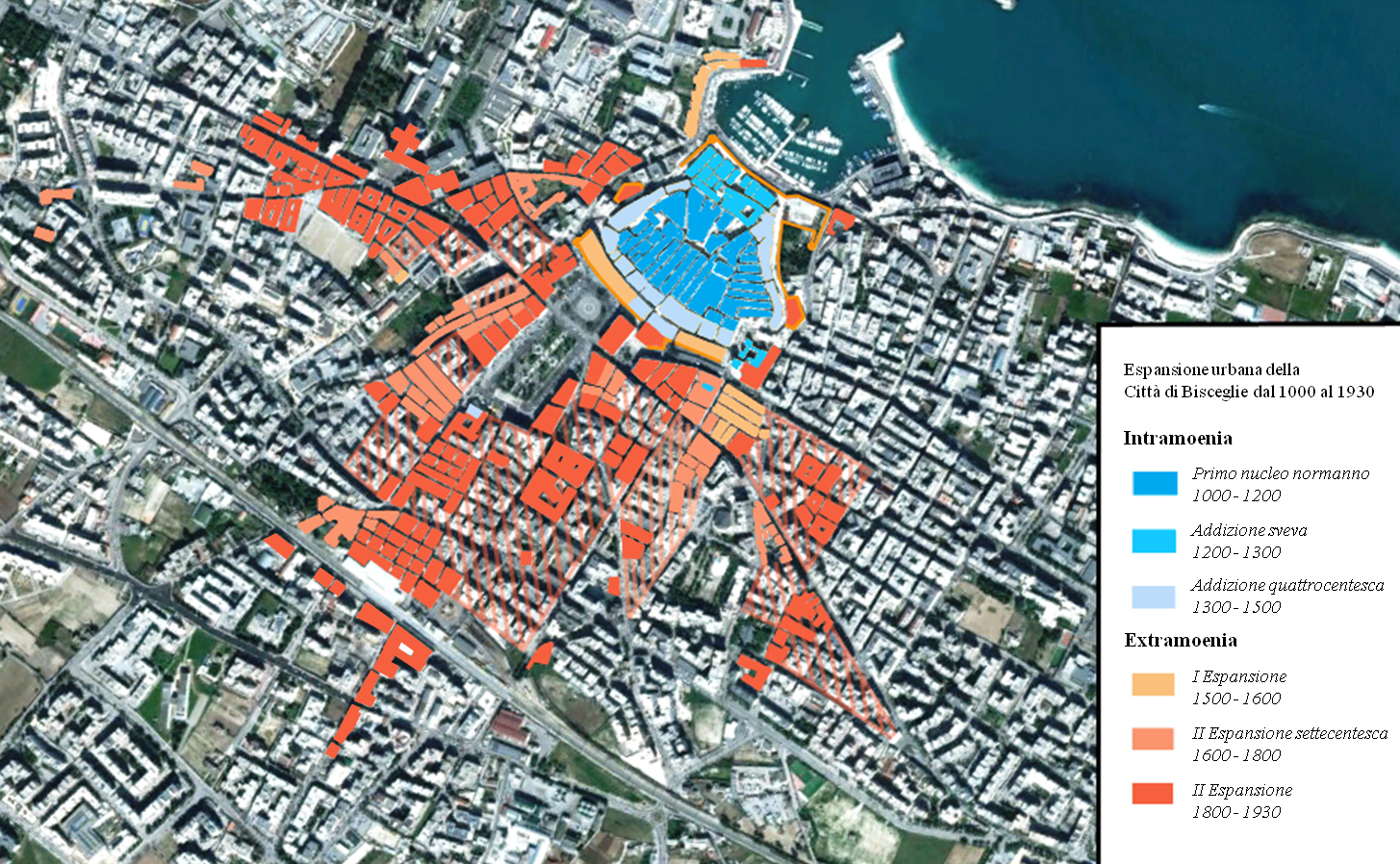
Espansione urbana di Bisceglie

Dall'evoluzione urbana della città risulta chiaro che già sul finire del XVIII secolo i due quartieri esterni al nucleo più antico, delimitato dalle mura aragonesi e cresciuto in simbiosi con la natura, si formarono spontaneamente ai margini delle fortificazioni.

L'espansione extra moenia settecentesca, che seguiva come dei tentacoli i solchi scavati dalle due "lame" ai fianchi della città murata, venne ricucita ad un tessuto urbano ottocentesco, più regolare, che si sviluppò intorno al grande pomerium denominato Palazzuolo.

La realizzazione del tronco ferroviario Foggia – Bari e la costruzione del fabbricato viaggiatori avvenuta nel 1864, determinò un nuovo orientamento nell'espansione urbana di fine Ottocento, limitata ad ovest dalla costruzione del camposanto (1863). Già nel 1874 era stato affidato all'ingegnere barese Giorgio De Vincentiis l'incarico di redigere per Bisceglie un piano regolatore e d'ampliamento che trovò nella stazione un elemento di orientamento della nuova espansione urbana. L'idea di collegare con un asse viario il fabbricato viaggiatori con piazza del mercato (attuale piazza San Francesco) ed il Palazzuolo, ripresa nel piano di ampliamento del 1909 redatto dall'ing. Gaetano Ventrella, diede luogo nel 1928 alla realizzazione del Rettifilo.

Tuttavia, la costruzione della ferrovia ha rappresentato, almeno fino alla metà del secolo scorso, un nuovo limite urbano che ha segnato l'organizzazione del territorio nella direzione est – ovest.

Solo con il Piano regolatore generale comunale del 1959 si proponeva un'area destinata alle attività industriali che scavalcava la ferrovia e si proiettava in direzione sud – est. Questo piano, pur prevedendo la riorganizzazione della città attraverso la realizzazione di nuove arterie stradali (via della Repubblica, via della Libertà, corso Umberto I), non tenne conto dei “segni antichi” del territorio, non salvaguardò né la città intra moenia, né l'edilizia di interesse storico – architettonico extra moenia, molto diffusa fuori dalle mura. Tutto ciò determinò un'espansione urbana a "macchia d'olio" dominata da una grande quantità di edilizia priva di qualità.

Il PRG degli anni settanta

Nei primi anni settanta, con il nuovo Piano regolatore generale (PRG), redatto dall'architetto Antonio de' Grassi di Pianura e dall'ingegnere Giambattista La Notte, proporzionato rispetto al 2010 con una popolazione di 79 000 abitanti, il territorio è stato organizzato principalmente sul reperimento di nuove aree di espansione esterne alle "maglie" già edificate o parzialmente edificate. Per cui, nel nuovo PRG (inteso come strumento urbanistico di indirizzo generale approvato nel 1975), venivano individuate nuove aree di tipo residenziale, veniva riorganizzata la zona turistico – residenziale di “Salsello e la Testa” ed individuata a sud della città, tra la SS 16 e la ferrovia un'area destinata alla residenza stagionale, e si individuavano nuove aree per gli insediamenti industriali (zona lama di Macina, verso Molfetta) e artigianali (via Ruvo e SS 16 in direzione Molfetta). Il piano, inoltre, prevedeva il recupero del centro storico e teneva conto della proposta avanzata nel 1967 dal Consiglio Comunale per la costruzione di un porto – canale di tipo turistico all'interno della "lama Paterno", sul confine con il territorio di Trani. Progressivamente, negli anni successivi, il PRG è stato attuato attraverso la redazione di specifici piani attuativi.

A partire dai primi anni novanta tutto il litorale di ponente, assoggettato ai fenomeni di erosione marina, è stato riprogettato secondo tecniche di progettazione ambientale. Fra gli interventi realizzati è da annoverarsi il teatro "Mediterraneo", costruito in prossimità del mare in zona "trullo verde".

Nel 2009 è stato conferito l'incarico ad un gruppo di 16 professionisti per la redazione del nuovo PUG (piano urbanistico generale). Nella corposa relazione generale del 2010, composta da 245 pagine, a cui vengono allegate 29 tavole di analisi e di strategie da adottare, si pone l'attenzione verso l'agro biscegliese proponendo fra i progetti strategici la creazione di un parco agricolo lungo la lama di Santa Croce, del parco Pantano – Ripalta e di un itinerario naturalistico, la creazione di un foro urbano a cavallo della ferrovia, la ricostruzione di un nuovo fronte mare compreso fra “la salata e la seconda spiaggia”, e alcune strategie per il recupero del nucleo antico. Inoltre, con il nuovo PUG si prevede per i prossimi 15 anni un incremento abitativo per 6 000 abitanti.

## Economia
L'Istituto, che aveva filiali a Canosa di Puglia, Trani e Corato, dopo la fusione con la Banca del Salento, ha chiuso i battenti nel 1990.

### Agricoltura e pesca
L'economia della città è da sempre legata all'agricoltura. I suoli agricoli utilizzati sono principalmente coltivati a oliveti, vigneti per uva da tavola ed a ciliegeti. La città vanta un fiorente commercio di esportazione ortofrutticola per l'Italia e per l'estero. La costruzione della ferrovia Adriatica favorì ed intensificò, già sul finire dell'Ottocento, gli scambi con le grandi città dell'Italia settentrionale e dell'Europa centro-settentrionale.

Dallo scalo merci ferroviario, coperto e scoperto, si spedivano per i mercati di Milano, Torino, Bologna, per l'Austria, la Svizzera, la Francia e la Germania, uva da tavola, mandorle, olive, ciliegie, e di ortaggi come insalate pomodori e cavoli.

Attualmente la produzione agricola alimenta l'attività molitoria delle olive per la produzione di olio di oliva, ed il commercio dell'uva da tavola e delle ciliegie.

L'attività marinara della città è testimoniata dalla sua flotta peschereccia, che conta oltre 30 imbarcazioni di notevole stazza, che, nonostante la crisi del comparto, rende la pesca un settore significativo nell'economia cittadina.

La pesca viene prevalentemente svolta secondo il metodo a strascico. Meno praticate sono le tecniche di pesca volante ed a circuizione.
Inoltre, lungo il tratto costiero biscegliese sono presenti alcuni impianti di acquacoltura.

### Industria manifatturiera
La struttura produttiva è caratterizzata dalla prevalenza di micro e piccole imprese che gravitano intorno ai settori dell'agricoltura e della pesca, come i frantoi oleari e piccole industrie conserviere.

Significativa è la presenza sul territorio di numerose imprese che operano nel settore dell'abbigliamento, in particolar modo nella produzione di biancheria intima e di ricami.

Sono da segnalare alcune industrie dedite alla lavorazione del legno e della pietra locale.

### Turismo
Sviluppate sono le attività turistiche: il comune si fregia della Bandiera Blu, riconoscimento conferito dalla FEE alle migliori località costiere europee e per le spiagge di Scalette e Salsello nel 2003, 2005, 2006, 2021 e 2022.

## Infrastrutture e trasporti

### Ferrovie
La stazione di Bisceglie è posta sulla direttrice adriatica Lecce - Bologna gestita da Rete Ferroviaria Italiana. Il piazzale è composto da due binari entrambi di corsa.

### Porti

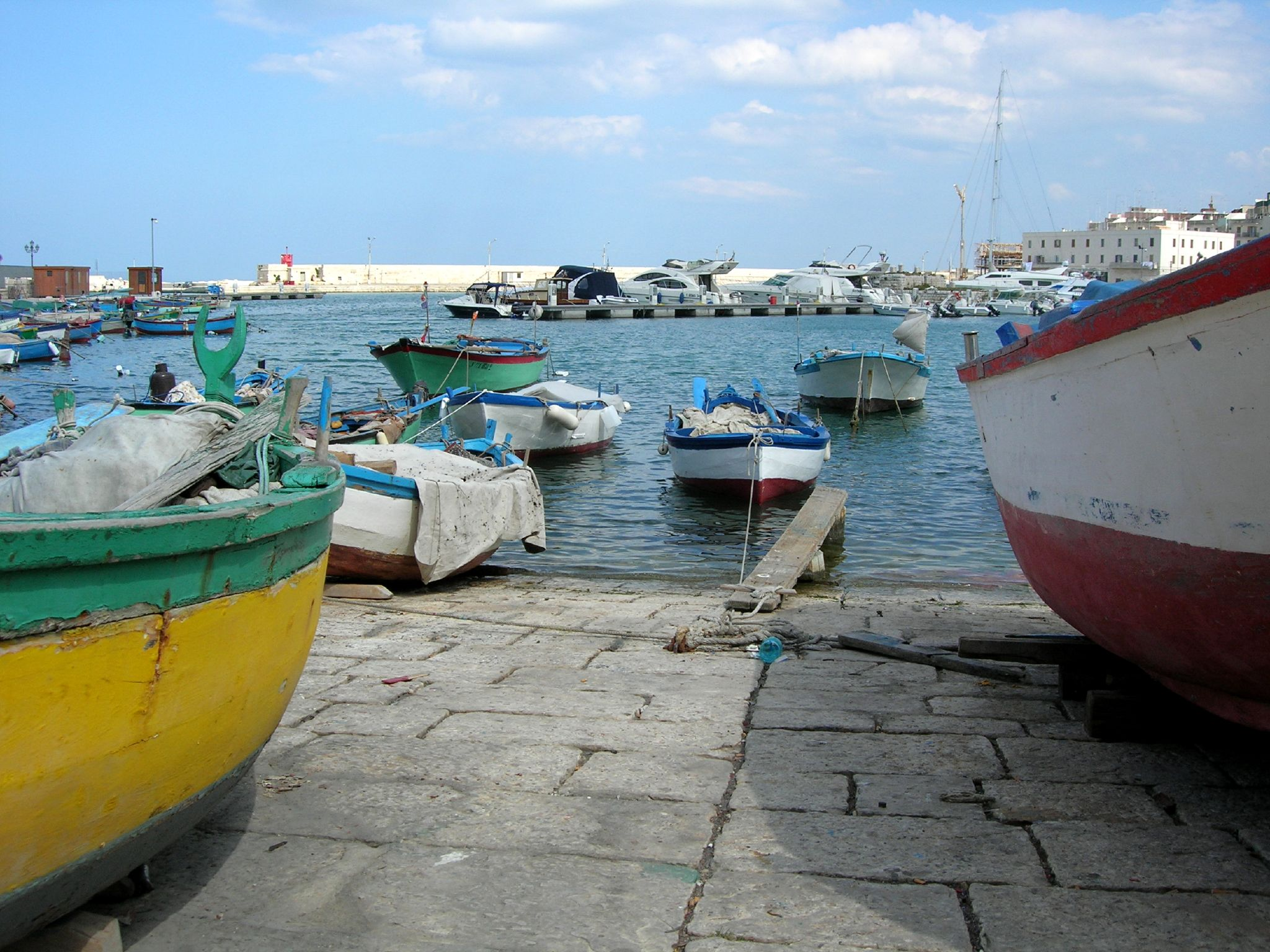
Porto di Bisceglie: lo scalo di alaggio

Il porto di Bisceglie si sviluppa in un bacino naturale di circa 100000 m² ed è settorializzato nell'attività peschereccia ed in quella turistico-diportista.

### Mobilità urbana
Il trasporto pubblico urbano è garantito da tre linee di autobus. I trasporti interurbani sono gestiti dalla STP Bari, mentre i collegamenti giornalieri con Corato sono serviti dagli autobus della ditta Conca aderente al consorzio regionale Cotrap.

La stazione degli autobus è ubicata nel centro della città, presso piazza regina Margherita.

### Piste ciclabili
La città è dotata di un sistema perimetrale di piste ciclabili. Il tratto più consistente si sviluppa sul lungomare di ponente e fa parte del più ampio progetto della costruenda ciclovia Adriatica che collegherà tutte le località costiere dell'Adriatico.

## Amministrazione
Di seguito è presentata una tabella relativa alle amministrazioni che si sono succedute in questo comune.
| Periodo          | Periodo          | Primo cittadino             | Partito | Carica  | Note   |
| ---------------- | ---------------- | --------------------------- | --- | ------- | ------ |
| 26 maggio 1988   | 21 giugno 1990   | Francesco Contò             | Democrazia Cristiana | Sindaco | [ 76 ] |
| 21 giugno 1990   | 16 febbraio 1993 | Francesco Contò             | Democrazia Cristiana | Sindaco | [ 76 ] |
| 16 dicembre 1993 | 24 aprile 1995   | Biagio Lorusso              | Partito Repubblicano Italiano | Sindaco | [ 76 ] |
| 8 maggio 1995    | 13 marzo 1996    | Maria Giuseppina Del Monaco | Polo per le Libertà | Sindaco | [ 76 ] |
| 4 luglio 1996    | 13 febbraio 1998 | Francesco Napoletano        | centro-sinistra | Sindaco | [ 76 ] |
| 8 giugno 1998    | 28 maggio 2002   | Francesco Napoletano        | Partito della Rifondazione Comunista | Sindaco | [ 76 ] |
| 28 maggio 2002   | 7 gennaio 2006   | Francesco Napoletano        | centro-sinistra | Sindaco | [ 76 ] |
| 30 maggio 2006   | 22 giugno 2011   | Francesco Carlo Spina       | centro-destra | Sindaco | [ 76 ] |
| 20 maggio 2011   | 22 febbraio 2013 | Francesco Carlo Spina       | lista civica: bisceglie che vogliamo, lista civica: forza giovani, la puglia prima di tutto, lista civica: movimento politico alfonso russo, lista civica: progresso e libertà, nuovo psi, lista | Sindaco | [ 76 ] |
| 12 giugno 2013   | 6 settembre 2017 | Francesco Carlo Spina       | Partito democratico (dal 2016) - lista civica: per bisceglie; lista civica: noi riformatori; lista civica: ambiente e socialità; lista civica: bisceglie d'amare; lista civica: biscegliesi; lista civica: progresso e libertà | Sindaco | [ 76 ] |
| 6 settembre 2017 | 30 giugno 2018   | Vittorio Fata               | Partito democratico (dal 2016) - lista civica: per bisceglie; lista civica: noi riformatori; lista civica: ambiente e socialità; lista civica: bisceglie d'amare; lista civica: biscegliesi; lista civica: progresso e libertà | Sindaco | [ 76 ] |
| 24 giugno 2018   | in carica        | Angelantonio Angarano       | Partito democratico (dal 2016) - lista civica: Insieme per Bisceglie; lista civica: Bisceglie tricolore; lista civica: Bisceglie si sveglia; lista civica: Il torrione; lista civica: Punto d'incontro; lista civica: Sinergie per Bisceglie; lista civica: Bisceglie svolta; lista civica: Scegli Bisceglie; lista civica: Dimensione cristiana popolare | Sindaco | [ 76 ] |

### Gemellaggi
- San Pancrazio Salentino
- Al Fuheis
- Khan Younis
- Tartous
- Kalwaria Zebrzydowska
- Aversa[77]

## Sport

### Calcio

U.S. Biscegliese - Modenese, anno 1929

Il calcio è lo sport che occupa il primo posto sia per atleti che per appassionati e tifosi.

Nel 1908 gli studenti Luigi Ventura, Francesco de Villagomez, Fedele Papagni e i fratelli Pasquale, fondarono la società sportiva “Ercole” che raccolse atleti nelle discipline del calcio, del ciclismo, del nuoto e dell'atletica leggera.

Dopo qualche anno la prima società sportiva biscegliese cambiò denominazione in "A.S. Velox" ed ebbe come presidente Mauro Simone, un industriale del legno.

Sulla scia di questa esperienza, nel maggio del 1913, Giuseppe Maenza ed altri atleti costituirono l'Unione Sportiva Biscegliese, dai colori blu con stella bianca, che attraversò un periodo di successi, raggiungendo la qualificazione al massimo campionato italiano (I divisione).
Nel 1929, alcuni impiegati della Banca Popolare di Bisceglie, fra cui Gustavo Ventura, a cui verrà dedicato il nuovo stadio comunale consegnato alla città negli anni settanta, fondarono una nuova società calcistica, denominata "Diaz".

Inizialmente le partite di calcio erano giocate sulla spianata del palazzuolo. Il luogo, già risultato non regolamentare per lo svolgimento di partite di calcio nel campionato del 1921 – 1922, venne ben presto sostituito da un nuovo campo di calcio regolamentare (l'attuale campo vecchio "Francesco Di Liddo").
Nel 1950 le società A.S. Diaz e A. S. Biscegliese diedero vita al Bisceglie, dai colori nero e azzurro con stella bianca, che negli anni si è distinta qualificandosi e giocando i campionati di serie C.

Negli anni settanta venne realizzato un nuovo impianto sportivo comunale destinato a stadio comunale ed attrezzato per ospitare le gare di atletica leggera.

Nell'ultimo decennio si è diffuso il Calcio a 5, grazie alla Società Sportiva Bisceglie Calcio a 5 distintasi anche a livello nazionale, e sciolta nel 2012. La diffusione del Calcio a 5 ha determinato la fondazione in città di diversi club sportivi.
Bisceglie è sede delle seguenti società calcistiche:
- L'A.S. Bisceglie, squadra militante nel girone A pugliese dell'Eccellenza
- L'A.S.D. Unione Calcio Bisceglie, squadra militante nel girone A pugliese dell'Eccellenza
- L'A.S.D. Don Uva Calcio, squadra militante nel girone A pugliese di Promozione
- L'F.C.D. Virtus Bisceglie, squadra militante nel girone A pugliese di Promozione
- L'A.S.D. Eagles Bisceglie, squadra militante nel girone A pugliese di Seconda Categoria
- L'A.S.D. Atletico Bisceglie, squadra militante nel girone pugliese Bari di Terza Categoria
- La società Olimpiadi calcio a 5, squadra attualmente militante in serie B (calcio a 5)
- ASD Arcadia 2010 calcio a 5 femminile, squadra attualmente militante nel campionato di serie A

### Altri sport
La tradizione sportiva biscegliese registra oltre un secolo di attività, in diverse discipline sportive, sia di squadra che individuali.

La prima attività di pallacanestro risale al 1978 con l'associazione sportiva G. S. Basket. Nel 1989 venne fondata l'A.S. Basket Bisceglie che ha disputato campionati in C1 e B2.

Fra gli appuntamenti sportivi che la città ospita sono da annoverare: il giro podistico Città di Bisceglie, giunto alla cinquantunesima edizione, e l'evento "Asta Night" a cui partecipano i campioni nazionali di salto con l'asta.

Qui di seguito sono elencate le società sportive con sede a Bisceglie:
- La società Olimpia Bisceglie Basket, squadra attualmente militante in serie B Dilettanti (basket)
- L'A.S.D. Sportilia volley, squadra femminile militante in serie B2 (pallavolo)
- L'ASD Starf volley Bisceglie, squadra femminile militante in serie B2 (pallavolo)
- La scuola di ciclismo ASD Ludobike Recing Team (ciclismo)
- La società ciclistica “Gaetano Cavallaro” (ciclismo)
- L'ASD Bisceglie Rugby, società di rugby a 15 nata nel 2017 attiva principalmente come senior femminile e giovanile[78]

Sono inoltre presenti: la società Atletica Riccardi, un club sportivo che opera nelle discipline dell'atletica leggera, la squadra Nazionale di karate, il gruppo sportivo ciclistico cicloamatoriale AVIS e l'associazione giovanile Ludobike Racing Team, la società Basket Ambrosia Bisceglie che è impegnata nella pallacanestro, la sezione biscegliese del Tiro a Segno Nazionale, l'associazione sportiva Hippos impegnata nell'equitazione.

### Impianti sportivi
La città, che ha ospitato nel 1997 alcune gare della XIII edizione dei Giochi del Mediterraneo, è dotata di uno stadio comunale intitolato a Gustavo Ventura, con pista per atletica leggera e campo da calcio. È dotata di altri due campi di calcio (campo vecchio "Francesco Di Liddo", campo di calcio “Don Uva” con annessi impianti sportivi), di un palazzetto dello sport comunale denominato PalaDolmen, di piscine coperte e scoperte, di impianti sportivi regolamentari con campi da tennis, pallavolo e calcetto, di un impianto privato per il tiro a segno, di un ciclodromo e di un impianto privato per il bowling.